# Llista d'asteroides (185001-186000)
Llista d'asteroides del 185001 al 186000, amb data de descoberta i descobridor. És un fragment de la llista d'asteroides completa. Als asteroides se'ls dona un número quan es confirma la seva òrbita, per tant apareixen llistats aproximadament segons la data de descobriment.
Contingut: 185001... 185101... 185201... 185301... 185401... 185501... 185601... 185701... 185801... 185901... 

| Nom             | Designació provisional | Data de descobriment   | Lloc de descobriment | Descobridor/s                                          |
| 185001-185100   | 185001-185100          | 185001-185100          | 185001-185100        | 185001-185100                                          |
| --------------- | ---------------------- | ---------------------- | -------------------- | ------------------------------------------------------ |
| 185001 -        | 2006 PT6               | 12 d'agost de 2006     | Palomar              | NEAT                                                   |
| 185002 -        | 2006 PB7               | 12 d'agost de 2006     | Palomar              | NEAT                                                   |
| 185003 -        | 2006 PC9               | 13 d'agost de 2006     | Palomar              | NEAT                                                   |
| 185004 -        | 2006 PD9               | 13 d'agost de 2006     | Palomar              | NEAT                                                   |
| 185005 -        | 2006 PJ9               | 13 d'agost de 2006     | Palomar              | NEAT                                                   |
| 185006 -        | 2006 PD12              | 13 d'agost de 2006     | Palomar              | NEAT                                                   |
| 185007 -        | 2006 PV16              | 15 d'agost de 2006     | Palomar              | NEAT                                                   |
| 185008 -        | 2006 PE27              | 15 d'agost de 2006     | Palomar              | NEAT                                                   |
| 185009 -        | 2006 PO30              | 12 d'agost de 2006     | Palomar              | NEAT                                                   |
| 185010 -        | 2006 PR31              | 14 d'agost de 2006     | Siding Spring        | SSS                                                    |
| 185011 -        | 2006 PM38              | 14 d'agost de 2006     | Palomar              | NEAT                                                   |
| 185012 -        | 2006 QJ3               | 17 d'agost de 2006     | Palomar              | NEAT                                                   |
| 185013 -        | 2006 QQ8               | 19 d'agost de 2006     | Kitt Peak            | Spacewatch                                             |
| 185014 -        | 2006 QT17              | 17 d'agost de 2006     | Palomar              | NEAT                                                   |
| 185015 -        | 2006 QS21              | 19 d'agost de 2006     | Anderson Mesa        | LONEOS                                                 |
| 185016 -        | 2006 QN25              | 18 d'agost de 2006     | Kitt Peak            | Spacewatch                                             |
| 185017 -        | 2006 QU27              | 20 d'agost de 2006     | Palomar              | NEAT                                                   |
| 185018 -        | 2006 QY28              | 21 d'agost de 2006     | Kitt Peak            | Spacewatch                                             |
| 185019 -        | 2006 QP29              | 17 d'agost de 2006     | Palomar              | NEAT                                                   |
| 185020 -        | 2006 QV33              | 23 d'agost de 2006     | Antares              | Antares Observatory                                    |
| 185021 -        | 2006 QB38              | 16 d'agost de 2006     | Siding Spring        | SSS                                                    |
| 185022 -        | 2006 QY38              | 18 d'agost de 2006     | Anderson Mesa        | LONEOS                                                 |
| 185023 -        | 2006 QV56              | 24 d'agost de 2006     | Socorro              | LINEAR                                                 |
| 185024 -        | 2006 QT59              | 19 d'agost de 2006     | Palomar              | NEAT                                                   |
| 185025 -        | 2006 QF61              | 21 d'agost de 2006     | Socorro              | LINEAR                                                 |
| 185026 -        | 2006 QV63              | 24 d'agost de 2006     | Palomar              | NEAT                                                   |
| 185027 -        | 2006 QP64              | 27 d'agost de 2006     | Kitt Peak            | Spacewatch                                             |
| 185028 -        | 2006 QL68              | 21 d'agost de 2006     | Kitt Peak            | Spacewatch                                             |
| 185029 -        | 2006 QG78              | 22 d'agost de 2006     | Palomar              | NEAT                                                   |
| 185030 -        | 2006 QW83              | 27 d'agost de 2006     | Kitt Peak            | Spacewatch                                             |
| 185031 -        | 2006 QE87              | 27 d'agost de 2006     | Kitt Peak            | Spacewatch                                             |
| 185032 -        | 2006 QX93              | 16 d'agost de 2006     | Palomar              | NEAT                                                   |
| 185033 -        | 2006 QZ115             | 27 d'agost de 2006     | Anderson Mesa        | LONEOS                                                 |
| 185034 -        | 2006 QO118             | 27 d'agost de 2006     | Anderson Mesa        | LONEOS                                                 |
| 185035 -        | 2006 QV119             | 28 d'agost de 2006     | Catalina             | CSS                                                    |
| 185036 -        | 2006 QX119             | 28 d'agost de 2006     | Catalina             | CSS                                                    |
| 185037 -        | 2006 QJ123             | 29 d'agost de 2006     | Catalina             | CSS                                                    |
| 185038 -        | 2006 QU123             | 29 d'agost de 2006     | Anderson Mesa        | LONEOS                                                 |
| 185039 -        | 2006 QG137             | 30 d'agost de 2006     | Vallemare di Borbona | V. S. Casulli                                          |
| 185040 -        | 2006 QS137             | 29 d'agost de 2006     | Anderson Mesa        | LONEOS                                                 |
| 185041 -        | 2006 QR144             | 21 d'agost de 2006     | Socorro              | LINEAR                                                 |
| 185042 -        | 2006 QF147             | 18 d'agost de 2006     | Kitt Peak            | Spacewatch                                             |
| 185043 -        | 2006 QA153             | 19 d'agost de 2006     | Kitt Peak            | Spacewatch                                             |
| 185044 -        | 2006 QW156             | 19 d'agost de 2006     | Kitt Peak            | Spacewatch                                             |
| 185045 -        | 2006 QT168             | 30 d'agost de 2006     | Anderson Mesa        | LONEOS                                                 |
| 185046 -        | 2006 RH4               | 12 de setembre de 2006 | Catalina             | CSS                                                    |
| 185047 -        | 2006 RQ4               | 12 de setembre de 2006 | Catalina             | CSS                                                    |
| 185048 -        | 2006 RS4               | 12 de setembre de 2006 | Catalina             | CSS                                                    |
| 185049 -        | 2006 RT4               | 12 de setembre de 2006 | Catalina             | CSS                                                    |
| 185050 -        | 2006 RL6               | 14 de setembre de 2006 | Catalina             | CSS                                                    |
| 185051 -        | 2006 RV7               | 12 de setembre de 2006 | Catalina             | CSS                                                    |
| 185052 -        | 2006 RH9               | 12 de setembre de 2006 | Catalina             | CSS                                                    |
| 185053 -        | 2006 RU17              | 14 de setembre de 2006 | Palomar              | NEAT                                                   |
| 185054 -        | 2006 RA19              | 14 de setembre de 2006 | Kitt Peak            | Spacewatch                                             |
| 185055 -        | 2006 RP19              | 14 de setembre de 2006 | Catalina             | CSS                                                    |
| 185056 -        | 2006 RA22              | 15 de setembre de 2006 | Catalina             | CSS                                                    |
| 185057 -        | 2006 RH22              | 15 de setembre de 2006 | Palomar              | NEAT                                                   |
| 185058 -        | 2006 RL23              | 12 de setembre de 2006 | Catalina             | CSS                                                    |
| 185059 -        | 2006 RY24              | 14 de setembre de 2006 | Kitt Peak            | Spacewatch                                             |
| 185060 -        | 2006 RW27              | 14 de setembre de 2006 | Palomar              | NEAT                                                   |
| 185061 -        | 2006 RB28              | 14 de setembre de 2006 | Kitt Peak            | Spacewatch                                             |
| 185062 -        | 2006 RL30              | 15 de setembre de 2006 | Kitt Peak            | Spacewatch                                             |
| 185063 -        | 2006 RF31              | 15 de setembre de 2006 | Kitt Peak            | Spacewatch                                             |
| 185064 -        | 2006 RJ32              | 15 de setembre de 2006 | Kitt Peak            | Spacewatch                                             |
| 185065 -        | 2006 RO37              | 12 de setembre de 2006 | Catalina             | CSS                                                    |
| 185066 -        | 2006 RT43              | 14 de setembre de 2006 | Kitt Peak            | Spacewatch                                             |
| 185067 -        | 2006 RW43              | 14 de setembre de 2006 | Kitt Peak            | Spacewatch                                             |
| 185068 -        | 2006 RJ44              | 14 de setembre de 2006 | Kitt Peak            | Spacewatch                                             |
| 185069 -        | 2006 RQ45              | 14 de setembre de 2006 | Kitt Peak            | Spacewatch                                             |
| 185070 -        | 2006 RR50              | 14 de setembre de 2006 | Kitt Peak            | Spacewatch                                             |
| 185071 -        | 2006 RM55              | 14 de setembre de 2006 | Kitt Peak            | Spacewatch                                             |
| 185072 -        | 2006 RV57              | 15 de setembre de 2006 | Kitt Peak            | Spacewatch                                             |
| 185073 -        | 2006 RG59              | 15 de setembre de 2006 | Kitt Peak            | Spacewatch                                             |
| 185074 -        | 2006 RE60              | 15 de setembre de 2006 | Kitt Peak            | Spacewatch                                             |
| 185075 -        | 2006 RB62              | 12 de setembre de 2006 | Catalina             | CSS                                                    |
| 185076 -        | 2006 RZ69              | 15 de setembre de 2006 | Kitt Peak            | Spacewatch                                             |
| 185077 -        | 2006 RL71              | 15 de setembre de 2006 | Kitt Peak            | Spacewatch                                             |
| 185078 -        | 2006 RH72              | 15 de setembre de 2006 | Kitt Peak            | Spacewatch                                             |
| 185079 -        | 2006 RM72              | 15 de setembre de 2006 | Kitt Peak            | Spacewatch                                             |
| 185080 -        | 2006 RJ73              | 15 de setembre de 2006 | Kitt Peak            | Spacewatch                                             |
| 185081 -        | 2006 RT73              | 15 de setembre de 2006 | Kitt Peak            | Spacewatch                                             |
| 185082 -        | 2006 RN74              | 15 de setembre de 2006 | Kitt Peak            | Spacewatch                                             |
| 185083 -        | 2006 RU78              | 15 de setembre de 2006 | Kitt Peak            | Spacewatch                                             |
| 185084 -        | 2006 RR87              | 15 de setembre de 2006 | Kitt Peak            | Spacewatch                                             |
| 185085 -        | 2006 RG92              | 15 de setembre de 2006 | Kitt Peak            | Spacewatch                                             |
| 185086 -        | 2006 RP92              | 15 de setembre de 2006 | Kitt Peak            | Spacewatch                                             |
| 185087 -        | 2006 RA93              | 15 de setembre de 2006 | Kitt Peak            | Spacewatch                                             |
| 185088 -        | 2006 RD93              | 15 de setembre de 2006 | Kitt Peak            | Spacewatch                                             |
| 185089 -        | 2006 RF93              | 15 de setembre de 2006 | Kitt Peak            | Spacewatch                                             |
| 185090 -        | 2006 RQ97              | 15 de setembre de 2006 | Kitt Peak            | Spacewatch                                             |
| 185091 -        | 2006 RG99              | 15 de setembre de 2006 | Kitt Peak            | Spacewatch                                             |
| 185092 -        | 2006 RS99              | 12 de setembre de 2006 | Catalina             | CSS                                                    |
| 185093 -        | 2006 RV104             | 14 de setembre de 2006 | Kitt Peak            | Spacewatch                                             |
| 185094 -        | 2006 RD105             | 14 de setembre de 2006 | Kitt Peak            | Spacewatch                                             |
| 185095 -        | 2006 SS5               | 16 de setembre de 2006 | Palomar              | NEAT                                                   |
| 185096 -        | 2006 ST5               | 16 de setembre de 2006 | Palomar              | NEAT                                                   |
| 185097 -        | 2006 SB11              | 16 de setembre de 2006 | Catalina             | CSS                                                    |
| 185098 -        | 2006 SJ13              | 17 de setembre de 2006 | Socorro              | LINEAR                                                 |
| 185099 -        | 2006 SK13              | 17 de setembre de 2006 | Socorro              | LINEAR                                                 |
| 185100 -        | 2006 SY16              | 17 de setembre de 2006 | Kitt Peak            | Spacewatch                                             |
| 185101-185200   |                        |                        |                      |                                                        |
| 185101 -        | 2006 SX19              | 19 de setembre de 2006 | OAM                  | OAM                                                    |
| 185102 -        | 2006 SE20              | 16 de setembre de 2006 | Catalina             | CSS                                                    |
| 185103 -        | 2006 SV20              | 16 de setembre de 2006 | Anderson Mesa        | LONEOS                                                 |
| 185104 -        | 2006 SJ21              | 16 de setembre de 2006 | Anderson Mesa        | LONEOS                                                 |
| 185105 -        | 2006 SV23              | 18 de setembre de 2006 | Catalina             | CSS                                                    |
| 185106 -        | 2006 SN27              | 16 de setembre de 2006 | Anderson Mesa        | LONEOS                                                 |
| 185107 -        | 2006 SA34              | 17 de setembre de 2006 | Catalina             | CSS                                                    |
| 185108 -        | 2006 SM37              | 17 de setembre de 2006 | Kitt Peak            | Spacewatch                                             |
| 185109 -        | 2006 SS45              | 18 de setembre de 2006 | Catalina             | CSS                                                    |
| 185110 -        | 2006 SV46              | 19 de setembre de 2006 | Catalina             | CSS                                                    |
| 185111 -        | 2006 SK47              | 19 de setembre de 2006 | Kitt Peak            | Spacewatch                                             |
| 185112 -        | 2006 SK48              | 19 de setembre de 2006 | Kitt Peak            | Spacewatch                                             |
| 185113 -        | 2006 SP48              | 16 de setembre de 2006 | Catalina             | CSS                                                    |
| 185114 -        | 2006 SB49              | 18 de setembre de 2006 | Kitt Peak            | Spacewatch                                             |
| 185115 -        | 2006 SV50              | 17 de setembre de 2006 | Anderson Mesa        | LONEOS                                                 |
| 185116 -        | 2006 SO54              | 18 de setembre de 2006 | Catalina             | CSS                                                    |
| 185117 -        | 2006 SP54              | 18 de setembre de 2006 | Catalina             | CSS                                                    |
| 185118 -        | 2006 SC55              | 18 de setembre de 2006 | Catalina             | CSS                                                    |
| 185119 -        | 2006 SH57              | 17 de setembre de 2006 | Kitt Peak            | Spacewatch                                             |
| 185120 -        | 2006 SD63              | 18 de setembre de 2006 | Anderson Mesa        | LONEOS                                                 |
| 185121 -        | 2006 SK63              | 20 de setembre de 2006 | Palomar              | NEAT                                                   |
| 185122 -        | 2006 SB69              | 19 de setembre de 2006 | Kitt Peak            | Spacewatch                                             |
| 185123 -        | 2006 SQ70              | 19 de setembre de 2006 | Kitt Peak            | Spacewatch                                             |
| 185124 -        | 2006 SZ70              | 19 de setembre de 2006 | Kitt Peak            | Spacewatch                                             |
| 185125 -        | 2006 ST73              | 19 de setembre de 2006 | Kitt Peak            | Spacewatch                                             |
| 185126 -        | 2006 SZ74              | 19 de setembre de 2006 | Kitt Peak            | Spacewatch                                             |
| 185127 -        | 2006 SY88              | 18 de setembre de 2006 | Kitt Peak            | Spacewatch                                             |
| 185128 -        | 2006 SB93              | 18 de setembre de 2006 | Kitt Peak            | Spacewatch                                             |
| 185129 -        | 2006 SF94              | 18 de setembre de 2006 | Kitt Peak            | Spacewatch                                             |
| 185130 -        | 2006 SH96              | 18 de setembre de 2006 | Kitt Peak            | Spacewatch                                             |
| 185131 -        | 2006 SM101             | 19 de setembre de 2006 | Catalina             | CSS                                                    |
| 185132 -        | 2006 SV104             | 19 de setembre de 2006 | Kitt Peak            | Spacewatch                                             |
| 185133 -        | 2006 SY110             | 21 de setembre de 2006 | Goodricke-Pigott     | R. A. Tucker                                           |
| 185134 -        | 2006 SF112             | 22 de setembre de 2006 | Anderson Mesa        | LONEOS                                                 |
| 185135 -        | 2006 SP120             | 18 de setembre de 2006 | Catalina             | CSS                                                    |
| 185136 -        | 2006 ST120             | 18 de setembre de 2006 | Catalina             | CSS                                                    |
| 185137 -        | 2006 SG121             | 18 de setembre de 2006 | Catalina             | CSS                                                    |
| 185138 -        | 2006 SE123             | 19 de setembre de 2006 | Catalina             | CSS                                                    |
| 185139 -        | 2006 SS127             | 25 de setembre de 2006 | Kitt Peak            | Spacewatch                                             |
| 185140 -        | 2006 SE129             | 17 de setembre de 2006 | Anderson Mesa        | LONEOS                                                 |
| 185141 -        | 2006 SS130             | 18 de setembre de 2006 | Calvin-Rehoboth      | Calvin College                                         |
| 185142 -        | 2006 SE132             | 16 de setembre de 2006 | Catalina             | CSS                                                    |
| 185143 -        | 2006 SJ138             | 20 de setembre de 2006 | Anderson Mesa        | LONEOS                                                 |
| 185144 -        | 2006 SY149             | 19 de setembre de 2006 | Kitt Peak            | Spacewatch                                             |
| 185145 -        | 2006 SD155             | 22 de setembre de 2006 | Socorro              | LINEAR                                                 |
| 185146 -        | 2006 SS157             | 23 de setembre de 2006 | Kitt Peak            | Spacewatch                                             |
| 185147 -        | 2006 SN159             | 23 de setembre de 2006 | Kitt Peak            | Spacewatch                                             |
| 185148 -        | 2006 SJ160             | 23 de setembre de 2006 | Kitt Peak            | Spacewatch                                             |
| 185149 -        | 2006 SX160             | 23 de setembre de 2006 | Kitt Peak            | Spacewatch                                             |
| 185150 -        | 2006 SP161             | 23 de setembre de 2006 | Moletai              | MAO                                                    |
| 185151 -        | 2006 SC189             | 26 de setembre de 2006 | Kitt Peak            | Spacewatch                                             |
| 185152 -        | 2006 SK192             | 26 de setembre de 2006 | Mount Lemmon         | Mount Lemmon Survey                                    |
| 185153 -        | 2006 SP192             | 26 de setembre de 2006 | Mount Lemmon         | Mount Lemmon Survey                                    |
| 185154 -        | 2006 SJ195             | 26 de setembre de 2006 | Kitt Peak            | Spacewatch                                             |
| 185155 -        | 2006 SA198             | 27 de setembre de 2006 | Goodricke-Pigott     | R. A. Tucker                                           |
| 185156 -        | 2006 SN200             | 24 de setembre de 2006 | Kitt Peak            | Spacewatch                                             |
| 185157 -        | 2006 SY203             | 25 de setembre de 2006 | Kitt Peak            | Spacewatch                                             |
| 185158 -        | 2006 SC206             | 25 de setembre de 2006 | Kitt Peak            | Spacewatch                                             |
| 185159 -        | 2006 SC212             | 26 de setembre de 2006 | Mount Lemmon         | Mount Lemmon Survey                                    |
| 185160 -        | 2006 SY212             | 26 de setembre de 2006 | Kitt Peak            | Spacewatch                                             |
| 185161 -        | 2006 SY214             | 27 de setembre de 2006 | Kitt Peak            | Spacewatch                                             |
| 185162 -        | 2006 SD215             | 27 de setembre de 2006 | Kitt Peak            | Spacewatch                                             |
| 185163 -        | 2006 SG216             | 27 de setembre de 2006 | Kitt Peak            | Spacewatch                                             |
| 185164 -        | 2006 SL218             | 27 de setembre de 2006 | OAM                  | OAM                                                    |
| 185165 -        | 2006 SK219             | 23 de setembre de 2006 | Kitt Peak            | Spacewatch                                             |
| 185166 -        | 2006 SA224             | 25 de setembre de 2006 | Mount Lemmon         | Mount Lemmon Survey                                    |
| 185167 -        | 2006 SP246             | 26 de setembre de 2006 | Mount Lemmon         | Mount Lemmon Survey                                    |
| 185168 -        | 2006 SB252             | 26 de setembre de 2006 | Kitt Peak            | Spacewatch                                             |
| 185169 -        | 2006 SG264             | 26 de setembre de 2006 | Kitt Peak            | Spacewatch                                             |
| 185170 -        | 2006 SY279             | 28 de setembre de 2006 | Catalina             | CSS                                                    |
| 185171 -        | 2006 SK280             | 29 de setembre de 2006 | Anderson Mesa        | LONEOS                                                 |
| 185172 -        | 2006 SP282             | 25 de setembre de 2006 | Anderson Mesa        | LONEOS                                                 |
| 185173 -        | 2006 SY283             | 26 de setembre de 2006 | Catalina             | CSS                                                    |
| 185174 -        | 2006 SG284             | 27 de setembre de 2006 | Anderson Mesa        | LONEOS                                                 |
| 185175 -        | 2006 SB285             | 29 de setembre de 2006 | Anderson Mesa        | LONEOS                                                 |
| 185176 -        | 2006 SX291             | 21 de setembre de 2006 | Catalina             | CSS                                                    |
| 185177 -        | 2006 SK303             | 27 de setembre de 2006 | Kitt Peak            | Spacewatch                                             |
| 185178 -        | 2006 SP328             | 27 de setembre de 2006 | Kitt Peak            | Spacewatch                                             |
| 185179 -        | 2006 SG332             | 28 de setembre de 2006 | Mount Lemmon         | Mount Lemmon Survey                                    |
| 185180 -        | 2006 SQ341             | 28 de setembre de 2006 | Mount Lemmon         | Mount Lemmon Survey                                    |
| 185181 -        | 2006 SD344             | 28 de setembre de 2006 | Kitt Peak            | Spacewatch                                             |
| 185182 -        | 2006 SY344             | 28 de setembre de 2006 | Kitt Peak            | Spacewatch                                             |
| 185183 -        | 2006 SP345             | 28 de setembre de 2006 | Kitt Peak            | Spacewatch                                             |
| 185184 -        | 2006 SQ353             | 30 de setembre de 2006 | Catalina             | CSS                                                    |
| 185185 -        | 2006 SF357             | 30 de setembre de 2006 | Catalina             | CSS                                                    |
| 185186 -        | 2006 SV359             | 30 de setembre de 2006 | Catalina             | CSS                                                    |
| 185187 -        | 2006 SN391             | 18 de setembre de 2006 | Catalina             | CSS                                                    |
| 185188 -        | 2006 SM392             | 25 de setembre de 2006 | Kitt Peak            | Spacewatch                                             |
| 185189 -        | 2006 SA393             | 27 de setembre de 2006 | Mount Lemmon         | Mount Lemmon Survey                                    |
| 185190 -        | 2006 SA395             | 30 de setembre de 2006 | Catalina             | CSS                                                    |
| 185191 -        | 2006 TB1               | 3 d'octubre de 2006    | Mount Lemmon         | Mount Lemmon Survey                                    |
| 185192 -        | 2006 TV1               | 1 d'octubre de 2006    | Kitt Peak            | Spacewatch                                             |
| 185193 -        | 2006 TW3               | 2 d'octubre de 2006    | Kitt Peak            | Spacewatch                                             |
| 185194 -        | 2006 TY4               | 2 d'octubre de 2006    | Mount Lemmon         | Mount Lemmon Survey                                    |
| 185195 -        | 2006 TX5               | 2 d'octubre de 2006    | Mount Lemmon         | Mount Lemmon Survey                                    |
| 185196 -        | 2006 TR10              | 15 d'octubre de 2006   | Piszkéstető          | K. Sárneczky, Z. Kuli                                  |
| 185197 -        | 2006 TP13              | 10 d'octubre de 2006   | Palomar              | NEAT                                                   |
| 185198 -        | 2006 TO23              | 11 d'octubre de 2006   | Kitt Peak            | Spacewatch                                             |
| 185199 -        | 2006 TB25              | 12 d'octubre de 2006   | Kitt Peak            | Spacewatch                                             |
| 185200 -        | 2006 TV25              | 12 d'octubre de 2006   | Kitt Peak            | Spacewatch                                             |
| 185201-185300   |                        |                        |                      |                                                        |
| 185201 -        | 2006 TX36              | 12 d'octubre de 2006   | Kitt Peak            | Spacewatch                                             |
| 185202 -        | 2006 TD39              | 12 d'octubre de 2006   | Kitt Peak            | Spacewatch                                             |
| 185203 -        | 2006 TN39              | 12 d'octubre de 2006   | Kitt Peak            | Spacewatch                                             |
| 185204 -        | 2006 TM42              | 12 d'octubre de 2006   | Kitt Peak            | Spacewatch                                             |
| 185205 -        | 2006 TZ43              | 12 d'octubre de 2006   | Kitt Peak            | Spacewatch                                             |
| 185206 -        | 2006 TU44              | 12 d'octubre de 2006   | Kitt Peak            | Spacewatch                                             |
| 185207 -        | 2006 TP47              | 12 d'octubre de 2006   | Kitt Peak            | Spacewatch                                             |
| 185208 -        | 2006 TU47              | 12 d'octubre de 2006   | Kitt Peak            | Spacewatch                                             |
| 185209 -        | 2006 TA48              | 12 d'octubre de 2006   | Kitt Peak            | Spacewatch                                             |
| 185210 -        | 2006 TN50              | 12 d'octubre de 2006   | Kitt Peak            | Spacewatch                                             |
| 185211 -        | 2006 TQ50              | 12 d'octubre de 2006   | Kitt Peak            | Spacewatch                                             |
| 185212 -        | 2006 TB53              | 12 d'octubre de 2006   | Kitt Peak            | Spacewatch                                             |
| 185213 -        | 2006 TN53              | 12 d'octubre de 2006   | Kitt Peak            | Spacewatch                                             |
| 185214 -        | 2006 TZ54              | 12 d'octubre de 2006   | Palomar              | NEAT                                                   |
| 185215 -        | 2006 TP55              | 12 d'octubre de 2006   | Palomar              | NEAT                                                   |
| 185216 -        | 2006 TA57              | 14 d'octubre de 2006   | Lulin Observatory    | C.-S. Lin, Q.-z. Ye                                    |
| 185217 -        | 2006 TS57              | 15 d'octubre de 2006   | Catalina             | CSS                                                    |
| 185218 -        | 2006 TO59              | 13 d'octubre de 2006   | Kitt Peak            | Spacewatch                                             |
| 185219 -        | 2006 TO61              | 12 d'octubre de 2006   | Kitt Peak            | Spacewatch                                             |
| 185220 -        | 2006 TK62              | 9 d'octubre de 2006    | Palomar              | NEAT                                                   |
| 185221 -        | 2006 TK66              | 11 d'octubre de 2006   | Palomar              | NEAT                                                   |
| 185222 -        | 2006 TU66              | 11 d'octubre de 2006   | Palomar              | NEAT                                                   |
| 185223 -        | 2006 TS68              | 11 d'octubre de 2006   | Palomar              | NEAT                                                   |
| 185224 -        | 2006 TG70              | 11 d'octubre de 2006   | Kitt Peak            | Spacewatch                                             |
| 185225 -        | 2006 TV74              | 11 d'octubre de 2006   | Palomar              | NEAT                                                   |
| 185226 -        | 2006 TH76              | 11 d'octubre de 2006   | Palomar              | NEAT                                                   |
| 185227 -        | 2006 TN76              | 11 d'octubre de 2006   | Palomar              | NEAT                                                   |
| 185228 -        | 2006 TT77              | 12 d'octubre de 2006   | Kitt Peak            | Spacewatch                                             |
| 185229 -        | 2006 TS78              | 12 d'octubre de 2006   | Palomar              | NEAT                                                   |
| 185230 -        | 2006 TZ90              | 13 d'octubre de 2006   | Kitt Peak            | Spacewatch                                             |
| 185231 -        | 2006 TM91              | 13 d'octubre de 2006   | Kitt Peak            | Spacewatch                                             |
| 185232 -        | 2006 TX103             | 15 d'octubre de 2006   | Kitt Peak            | Spacewatch                                             |
| 185233 -        | 2006 TY109             | 12 d'octubre de 2006   | Kitt Peak            | Spacewatch                                             |
| 185234 -        | 2006 TH110             | 13 d'octubre de 2006   | Kitt Peak            | Spacewatch                                             |
| 185235 -        | 2006 TA115             | 1 d'octubre de 2006    | Apache Point         | A. C. Becker                                           |
| 185236 -        | 2006 TP120             | 12 d'octubre de 2006   | Apache Point         | A. C. Becker                                           |
| 185237 -        | 2006 TP121             | 13 d'octubre de 2006   | Kitt Peak            | Spacewatch                                             |
| 185238 -        | 2006 UK3               | 16 d'octubre de 2006   | Catalina             | CSS                                                    |
| 185239 -        | 2006 UZ6               | 16 d'octubre de 2006   | Catalina             | CSS                                                    |
| 185240 -        | 2006 UF12              | 17 d'octubre de 2006   | Mount Lemmon         | Mount Lemmon Survey                                    |
| 185241 -        | 2006 UR15              | 17 d'octubre de 2006   | Mount Lemmon         | Mount Lemmon Survey                                    |
| 185242 -        | 2006 UQ31              | 16 d'octubre de 2006   | Kitt Peak            | Spacewatch                                             |
| 185243 -        | 2006 UJ37              | 16 d'octubre de 2006   | Kitt Peak            | Spacewatch                                             |
| 185244 -        | 2006 UK38              | 16 d'octubre de 2006   | Kitt Peak            | Spacewatch                                             |
| 185245 -        | 2006 UM45              | 16 d'octubre de 2006   | Kitt Peak            | Spacewatch                                             |
| 185246 -        | 2006 UU54              | 17 d'octubre de 2006   | Catalina             | CSS                                                    |
| 185247 -        | 2006 UW57              | 18 d'octubre de 2006   | Kitt Peak            | Spacewatch                                             |
| 185248 -        | 2006 UZ59              | 19 d'octubre de 2006   | Catalina             | CSS                                                    |
| 185249 -        | 2006 UE62              | 17 d'octubre de 2006   | Mount Lemmon         | Mount Lemmon Survey                                    |
| 185250 -        | 2006 UY62              | 17 d'octubre de 2006   | Andrushivka          | Andrushivka                                            |
| 185251 -        | 2006 UZ63              | 20 d'octubre de 2006   | Kitt Peak            | Spacewatch                                             |
| 185252 -        | 2006 UT64              | 17 d'octubre de 2006   | Mount Lemmon         | Mount Lemmon Survey                                    |
| 185253 -        | 2006 UR65              | 16 d'octubre de 2006   | Catalina             | CSS                                                    |
| 185254 -        | 2006 UM70              | 16 d'octubre de 2006   | Catalina             | CSS                                                    |
| 185255 -        | 2006 UW77              | 17 d'octubre de 2006   | Kitt Peak            | Spacewatch                                             |
| 185256 -        | 2006 UX78              | 17 d'octubre de 2006   | Kitt Peak            | Spacewatch                                             |
| 185257 -        | 2006 UW88              | 17 d'octubre de 2006   | Kitt Peak            | Spacewatch                                             |
| 185258 -        | 2006 US92              | 18 d'octubre de 2006   | Kitt Peak            | Spacewatch                                             |
| 185259 -        | 2006 UW92              | 18 d'octubre de 2006   | Kitt Peak            | Spacewatch                                             |
| 185260 -        | 2006 UU100             | 18 d'octubre de 2006   | Kitt Peak            | Spacewatch                                             |
| 185261 -        | 2006 UC120             | 19 d'octubre de 2006   | Kitt Peak            | Spacewatch                                             |
| 185262 -        | 2006 UD124             | 19 d'octubre de 2006   | Kitt Peak            | Spacewatch                                             |
| 185263 -        | 2006 UK127             | 19 d'octubre de 2006   | Kitt Peak            | Spacewatch                                             |
| 185264 -        | 2006 UC128             | 19 d'octubre de 2006   | Kitt Peak            | Spacewatch                                             |
| 185265 -        | 2006 UE128             | 19 d'octubre de 2006   | Palomar              | NEAT                                                   |
| 185266 -        | 2006 UZ128             | 19 d'octubre de 2006   | Kitt Peak            | Spacewatch                                             |
| 185267 -        | 2006 UZ134             | 19 d'octubre de 2006   | Kitt Peak            | Spacewatch                                             |
| 185268 -        | 2006 UP138             | 19 d'octubre de 2006   | Kitt Peak            | Spacewatch                                             |
| 185269 -        | 2006 UC142             | 19 d'octubre de 2006   | Kitt Peak            | Spacewatch                                             |
| 185270 -        | 2006 UX143             | 19 d'octubre de 2006   | Kitt Peak            | Spacewatch                                             |
| 185271 -        | 2006 UA154             | 21 d'octubre de 2006   | Kitt Peak            | Spacewatch                                             |
| 185272 -        | 2006 UL159             | 21 d'octubre de 2006   | Mount Lemmon         | Mount Lemmon Survey                                    |
| 185273 -        | 2006 UO170             | 21 d'octubre de 2006   | Mount Lemmon         | Mount Lemmon Survey                                    |
| 185274 -        | 2006 UR174             | 19 d'octubre de 2006   | Catalina             | CSS                                                    |
| 185275 -        | 2006 UD176             | 16 d'octubre de 2006   | Catalina             | CSS                                                    |
| 185276 -        | 2006 UN179             | 16 d'octubre de 2006   | Catalina             | CSS                                                    |
| 185277 -        | 2006 UB181             | 16 d'octubre de 2006   | Catalina             | CSS                                                    |
| 185278 -        | 2006 UE182             | 16 d'octubre de 2006   | Catalina             | CSS                                                    |
| 185279 -        | 2006 UW188             | 19 d'octubre de 2006   | Catalina             | CSS                                                    |
| 185280 -        | 2006 UH192             | 19 d'octubre de 2006   | Catalina             | CSS                                                    |
| 185281 -        | 2006 UA196             | 20 d'octubre de 2006   | Kitt Peak            | Spacewatch                                             |
| 185282 -        | 2006 US198             | 20 d'octubre de 2006   | Kitt Peak            | Spacewatch                                             |
| 185283 -        | 2006 UG199             | 20 d'octubre de 2006   | Kitt Peak            | Spacewatch                                             |
| 185284 -        | 2006 UJ201             | 21 d'octubre de 2006   | Kitt Peak            | Spacewatch                                             |
| 185285 -        | 2006 UX202             | 22 d'octubre de 2006   | Palomar              | NEAT                                                   |
| 185286 -        | 2006 UH203             | 22 d'octubre de 2006   | Palomar              | NEAT                                                   |
| 185287 -        | 2006 UV204             | 22 d'octubre de 2006   | Palomar              | NEAT                                                   |
| 185288 -        | 2006 UW207             | 23 d'octubre de 2006   | Kitt Peak            | Spacewatch                                             |
| 185289 -        | 2006 UM215             | 20 d'octubre de 2006   | Goodricke-Pigott     | R. A. Tucker                                           |
| 185290 -        | 2006 UB219             | 16 d'octubre de 2006   | Catalina             | CSS                                                    |
| 185291 -        | 2006 UT219             | 16 d'octubre de 2006   | Catalina             | CSS                                                    |
| 185292 -        | 2006 UJ226             | 20 d'octubre de 2006   | Kitt Peak            | Spacewatch                                             |
| 185293 -        | 2006 UY227             | 20 d'octubre de 2006   | Palomar              | NEAT                                                   |
| 185294 -        | 2006 UW237             | 23 d'octubre de 2006   | Kitt Peak            | Spacewatch                                             |
| 185295 -        | 2006 UN239             | 23 d'octubre de 2006   | Kitt Peak            | Spacewatch                                             |
| 185296 -        | 2006 UO239             | 23 d'octubre de 2006   | Kitt Peak            | Spacewatch                                             |
| 185297 -        | 2006 UK252             | 27 d'octubre de 2006   | Mount Lemmon         | Mount Lemmon Survey                                    |
| 185298 -        | 2006 US256             | 28 d'octubre de 2006   | Kitt Peak            | Spacewatch                                             |
| 185299 -        | 2006 UT257             | 28 d'octubre de 2006   | Mount Lemmon         | Mount Lemmon Survey                                    |
| 185300 -        | 2006 UD261             | 28 d'octubre de 2006   | Socorro              | LINEAR                                                 |
| 185301-185400   |                        |                        |                      |                                                        |
| 185301 -        | 2006 UY266             | 27 d'octubre de 2006   | Catalina             | CSS                                                    |
| 185302 -        | 2006 UK270             | 27 d'octubre de 2006   | Kitt Peak            | Spacewatch                                             |
| 185303 -        | 2006 UB271             | 27 d'octubre de 2006   | Mount Lemmon         | Mount Lemmon Survey                                    |
| 185304 -        | 2006 UG271             | 27 d'octubre de 2006   | Kitt Peak            | Spacewatch                                             |
| 185305 -        | 2006 UA275             | 28 d'octubre de 2006   | Kitt Peak            | Spacewatch                                             |
| 185306 -        | 2006 UP276             | 28 d'octubre de 2006   | Mount Lemmon         | Mount Lemmon Survey                                    |
| 185307 -        | 2006 UA278             | 28 d'octubre de 2006   | Kitt Peak            | Spacewatch                                             |
| 185308 -        | 2006 UR286             | 28 d'octubre de 2006   | Kitt Peak            | Spacewatch                                             |
| 185309 -        | 2006 UN291             | 27 d'octubre de 2006   | Ottmarsheim          | C. Rinner                                              |
| 185310 -        | 2006 UE321             | 19 d'octubre de 2006   | Kitt Peak            | M. W. Buie                                             |
| 185311 -        | 2006 UO324             | 19 d'octubre de 2006   | Mount Lemmon         | Mount Lemmon Survey                                    |
| 185312 -        | 2006 UV325             | 20 d'octubre de 2006   | Kitt Peak            | M. W. Buie                                             |
| 185313 -        | 2006 UA328             | 17 d'octubre de 2006   | Kitt Peak            | Spacewatch                                             |
| 185314 -        | 2006 UO328             | 19 d'octubre de 2006   | Catalina             | CSS                                                    |
| 185315 -        | 2006 UV328             | 19 d'octubre de 2006   | Mount Lemmon         | Mount Lemmon Survey                                    |
| 185316 -        | 2006 UE329             | 21 d'octubre de 2006   | Kitt Peak            | Spacewatch                                             |
| 185317 -        | 2006 UL329             | 23 d'octubre de 2006   | Catalina             | CSS                                                    |
| 185318 -        | 2006 UW330             | 16 d'octubre de 2006   | Apache Point         | A. C. Becker                                           |
| 185319 -        | 2006 UG331             | 16 d'octubre de 2006   | Catalina             | CSS                                                    |
| 185320 -        | 2006 UH331             | 16 d'octubre de 2006   | Catalina             | CSS                                                    |
| 185321 -        | 2006 VJ2               | 10 de novembre de 2006 | Vallemare di Borbona | V. S. Casulli                                          |
| 185322 -        | 2006 VF5               | 10 de novembre de 2006 | Kitt Peak            | Spacewatch                                             |
| 185323 -        | 2006 VD6               | 10 de novembre de 2006 | Kitt Peak            | Spacewatch                                             |
| 185324 -        | 2006 VE11              | 11 de novembre de 2006 | Mount Lemmon         | Mount Lemmon Survey                                    |
| 185325 -        | 2006 VE14              | 14 de novembre de 2006 | Vallemare di Borbona | V. S. Casulli                                          |
| 185326 -        | 2006 VC17              | 9 de novembre de 2006  | Kitt Peak            | Spacewatch                                             |
| 185327 -        | 2006 VP21              | 10 de novembre de 2006 | Kitt Peak            | Spacewatch                                             |
| 185328 -        | 2006 VS25              | 10 de novembre de 2006 | Kitt Peak            | Spacewatch                                             |
| 185329 -        | 2006 VK26              | 10 de novembre de 2006 | Kitt Peak            | Spacewatch                                             |
| 185330 -        | 2006 VU26              | 10 de novembre de 2006 | Kitt Peak            | Spacewatch                                             |
| 185331 -        | 2006 VG31              | 10 de novembre de 2006 | Kitt Peak            | Spacewatch                                             |
| 185332 -        | 2006 VO32              | 11 de novembre de 2006 | Mount Lemmon         | Mount Lemmon Survey                                    |
| 185333 -        | 2006 VG34              | 11 de novembre de 2006 | Catalina             | CSS                                                    |
| 185334 -        | 2006 VU34              | 11 de novembre de 2006 | Catalina             | CSS                                                    |
| 185335 -        | 2006 VO35              | 11 de novembre de 2006 | Mount Lemmon         | Mount Lemmon Survey                                    |
| 185336 -        | 2006 VR35              | 11 de novembre de 2006 | Mount Lemmon         | Mount Lemmon Survey                                    |
| 185337 -        | 2006 VH37              | 11 de novembre de 2006 | Catalina             | CSS                                                    |
| 185338 -        | 2006 VQ37              | 11 de novembre de 2006 | Catalina             | CSS                                                    |
| 185339 -        | 2006 VR37              | 11 de novembre de 2006 | Catalina             | CSS                                                    |
| 185340 -        | 2006 VT37              | 11 de novembre de 2006 | Palomar              | NEAT                                                   |
| 185341 -        | 2006 VB38              | 12 de novembre de 2006 | Catalina             | CSS                                                    |
| 185342 -        | 2006 VF44              | 13 de novembre de 2006 | Catalina             | CSS                                                    |
| 185343 -        | 2006 VK46              | 9 de novembre de 2006  | Kitt Peak            | Spacewatch                                             |
| 185344 -        | 2006 VS48              | 10 de novembre de 2006 | Kitt Peak            | Spacewatch                                             |
| 185345 -        | 2006 VW53              | 11 de novembre de 2006 | Kitt Peak            | Spacewatch                                             |
| 185346 -        | 2006 VH54              | 11 de novembre de 2006 | Kitt Peak            | Spacewatch                                             |
| 185347 -        | 2006 VW55              | 11 de novembre de 2006 | Kitt Peak            | Spacewatch                                             |
| 185348 -        | 2006 VM57              | 11 de novembre de 2006 | Kitt Peak            | Spacewatch                                             |
| 185349 -        | 2006 VW57              | 11 de novembre de 2006 | Kitt Peak            | Spacewatch                                             |
| 185350 -        | 2006 VQ61              | 11 de novembre de 2006 | Kitt Peak            | Spacewatch                                             |
| 185351 -        | 2006 VV68              | 11 de novembre de 2006 | Kitt Peak            | Spacewatch                                             |
| 185352 -        | 2006 VJ70              | 11 de novembre de 2006 | Kitt Peak            | Spacewatch                                             |
| 185353 -        | 2006 VZ71              | 11 de novembre de 2006 | Mount Lemmon         | Mount Lemmon Survey                                    |
| 185354 -        | 2006 VC74              | 11 de novembre de 2006 | Kitt Peak            | Spacewatch                                             |
| 185355 -        | 2006 VK74              | 11 de novembre de 2006 | Kitt Peak            | Spacewatch                                             |
| 185356 -        | 2006 VW75              | 11 de novembre de 2006 | Kitt Peak            | Spacewatch                                             |
| 185357 -        | 2006 VP78              | 12 de novembre de 2006 | Mount Lemmon         | Mount Lemmon Survey                                    |
| 185358 -        | 2006 VB83              | 13 de novembre de 2006 | Kitt Peak            | Spacewatch                                             |
| 185359 -        | 2006 VG85              | 13 de novembre de 2006 | Kitt Peak            | Spacewatch                                             |
| 185360 -        | 2006 VZ88              | 14 de novembre de 2006 | Goodricke-Pigott     | R. A. Tucker                                           |
| 185361 -        | 2006 VX94              | 15 de novembre de 2006 | Kitt Peak            | Spacewatch                                             |
| 185362 -        | 2006 VG96              | 10 de novembre de 2006 | Kitt Peak            | Spacewatch                                             |
| 185363 -        | 2006 VK96              | 10 de novembre de 2006 | Kitt Peak            | Spacewatch                                             |
| 185364 -        | 2006 VQ103             | 12 de novembre de 2006 | Lulin Observatory    | H.-C. Lin, Q.-z. Ye                                    |
| 185365 -        | 2006 VW107             | 13 de novembre de 2006 | Kitt Peak            | Spacewatch                                             |
| 185366 -        | 2006 VM110             | 13 de novembre de 2006 | Kitt Peak            | Spacewatch                                             |
| 185367 -        | 2006 VW114             | 14 de novembre de 2006 | Mount Lemmon         | Mount Lemmon Survey                                    |
| 185368 -        | 2006 VL116             | 14 de novembre de 2006 | Socorro              | LINEAR                                                 |
| 185369 -        | 2006 VJ117             | 14 de novembre de 2006 | Kitt Peak            | Spacewatch                                             |
| 185370 -        | 2006 VJ120             | 14 de novembre de 2006 | Mount Lemmon         | Mount Lemmon Survey                                    |
| 185371 -        | 2006 VA121             | 14 de novembre de 2006 | Kitt Peak            | Spacewatch                                             |
| 185372 -        | 2006 VG129             | 15 de novembre de 2006 | Socorro              | LINEAR                                                 |
| 185373 -        | 2006 VM129             | 15 de novembre de 2006 | Socorro              | LINEAR                                                 |
| 185374 -        | 2006 VP129             | 15 de novembre de 2006 | Socorro              | LINEAR                                                 |
| 185375 -        | 2006 VY130             | 15 de novembre de 2006 | Catalina             | CSS                                                    |
| 185376 -        | 2006 VS135             | 15 de novembre de 2006 | Kitt Peak            | Spacewatch                                             |
| 185377 -        | 2006 VH137             | 15 de novembre de 2006 | Kitt Peak            | Spacewatch                                             |
| 185378 -        | 2006 VS138             | 15 de novembre de 2006 | Kitt Peak            | Spacewatch                                             |
| 185379 -        | 2006 VF139             | 15 de novembre de 2006 | Kitt Peak            | Spacewatch                                             |
| 185380 -        | 2006 VW142             | 14 de novembre de 2006 | Socorro              | LINEAR                                                 |
| 185381 -        | 2006 VC143             | 14 de novembre de 2006 | Socorro              | LINEAR                                                 |
| 185382 -        | 2006 VY154             | 8 de novembre de 2006  | Palomar              | NEAT                                                   |
| 185383 -        | 2006 WE2               | 18 de novembre de 2006 | 7300 Observatory     | W. K. Y. Yeung                                         |
| 185384 -        | 2006 WL6               | 16 de novembre de 2006 | Kitt Peak            | Spacewatch                                             |
| 185385 -        | 2006 WR7               | 16 de novembre de 2006 | Kitt Peak            | Spacewatch                                             |
| 185386 -        | 2006 WA13              | 16 de novembre de 2006 | Mount Lemmon         | Mount Lemmon Survey                                    |
| 185387 -        | 2006 WK24              | 17 de novembre de 2006 | Mount Lemmon         | Mount Lemmon Survey                                    |
| 185388 -        | 2006 WX37              | 16 de novembre de 2006 | Kitt Peak            | Spacewatch                                             |
| 185389 -        | 2006 WJ42              | 16 de novembre de 2006 | Mount Lemmon         | Mount Lemmon Survey                                    |
| 185390 -        | 2006 WG46              | 16 de novembre de 2006 | Kitt Peak            | Spacewatch                                             |
| 185391 -        | 2006 WR46              | 16 de novembre de 2006 | Kitt Peak            | Spacewatch                                             |
| 185392 -        | 2006 WP55              | 16 de novembre de 2006 | Kitt Peak            | Spacewatch                                             |
| 185393 -        | 2006 WA58              | 17 de novembre de 2006 | Kitt Peak            | Spacewatch                                             |
| 185394 -        | 2006 WU60              | 17 de novembre de 2006 | Catalina             | CSS                                                    |
| 185395 -        | 2006 WZ70              | 18 de novembre de 2006 | Kitt Peak            | Spacewatch                                             |
| 185396 -        | 2006 WX79              | 18 de novembre de 2006 | Kitt Peak            | Spacewatch                                             |
| 185397 -        | 2006 WN85              | 18 de novembre de 2006 | Kitt Peak            | Spacewatch                                             |
| 185398 -        | 2006 WF92              | 19 de novembre de 2006 | Kitt Peak            | Spacewatch                                             |
| 185399 -        | 2006 WL92              | 19 de novembre de 2006 | Kitt Peak            | Spacewatch                                             |
| 185400 -        | 2006 WK94              | 19 de novembre de 2006 | Kitt Peak            | Spacewatch                                             |
| 185401-185500   |                        |                        |                      |                                                        |
| 185401 -        | 2006 WG96              | 19 de novembre de 2006 | Catalina             | CSS                                                    |
| 185402 -        | 2006 WW108             | 19 de novembre de 2006 | Kitt Peak            | Spacewatch                                             |
| 185403 -        | 2006 WV117             | 20 de novembre de 2006 | Mount Lemmon         | Mount Lemmon Survey                                    |
| 185404 -        | 2006 WJ120             | 21 de novembre de 2006 | Socorro              | LINEAR                                                 |
| 185405 -        | 2006 WQ128             | 26 de novembre de 2006 | 7300 Observatory     | W. K. Y. Yeung                                         |
| 185406 -        | 2006 WJ129             | 26 de novembre de 2006 | 7300 Observatory     | W. K. Y. Yeung                                         |
| 185407 -        | 2006 WN129             | 23 de novembre de 2006 | Goodricke-Pigott     | R. A. Tucker                                           |
| 185408 -        | 2006 WT131             | 17 de novembre de 2006 | Mount Lemmon         | Mount Lemmon Survey                                    |
| 185409 -        | 2006 WY140             | 20 de novembre de 2006 | Kitt Peak            | Spacewatch                                             |
| 185410 -        | 2006 WD147             | 20 de novembre de 2006 | Kitt Peak            | Spacewatch                                             |
| 185411 -        | 2006 WY158             | 22 de novembre de 2006 | Socorro              | LINEAR                                                 |
| 185412 -        | 2006 WN161             | 23 de novembre de 2006 | Kitt Peak            | Spacewatch                                             |
| 185413 -        | 2006 WP163             | 23 de novembre de 2006 | Kitt Peak            | Spacewatch                                             |
| 185414 -        | 2006 WS163             | 23 de novembre de 2006 | Kitt Peak            | Spacewatch                                             |
| 185415 -        | 2006 WL171             | 23 de novembre de 2006 | Kitt Peak            | Spacewatch                                             |
| 185416 -        | 2006 WU171             | 23 de novembre de 2006 | Kitt Peak            | Spacewatch                                             |
| 185417 -        | 2006 WJ172             | 23 de novembre de 2006 | Kitt Peak            | Spacewatch                                             |
| 185418 -        | 2006 WH182             | 24 de novembre de 2006 | Mount Lemmon         | Mount Lemmon Survey                                    |
| 185419 -        | 2006 WU185             | 17 de novembre de 2006 | Palomar              | NEAT                                                   |
| 185420 -        | 2006 WC191             | 27 de novembre de 2006 | Kitt Peak            | Spacewatch                                             |
| 185421 -        | 2006 WL191             | 27 de novembre de 2006 | Kitt Peak            | Spacewatch                                             |
| 185422 -        | 2006 WS192             | 27 de novembre de 2006 | Kitt Peak            | Spacewatch                                             |
| 185423 -        | 2006 XM                | 10 de desembre de 2006 | RAS                  | A. Lowe                                                |
| 185424 -        | 2006 XJ5               | 2 de desembre de 2006  | Socorro              | LINEAR                                                 |
| 185425 -        | 2006 XR7               | 9 de desembre de 2006  | Kitt Peak            | Spacewatch                                             |
| 185426 -        | 2006 XW7               | 9 de desembre de 2006  | Palomar              | NEAT                                                   |
| 185427 -        | 2006 XX7               | 9 de desembre de 2006  | Palomar              | NEAT                                                   |
| 185428 -        | 2006 XX10              | 9 de desembre de 2006  | Kitt Peak            | Spacewatch                                             |
| 185429 -        | 2006 XS16              | 10 de desembre de 2006 | Kitt Peak            | Spacewatch                                             |
| 185430 -        | 2006 XE22              | 12 de desembre de 2006 | Kitt Peak            | Spacewatch                                             |
| 185431 -        | 2006 XX25              | 12 de desembre de 2006 | Catalina             | CSS                                                    |
| 185432 -        | 2006 XO26              | 12 de desembre de 2006 | Catalina             | CSS                                                    |
| 185433 -        | 2006 XJ27              | 13 de desembre de 2006 | Kitt Peak            | Spacewatch                                             |
| 185434 -        | 2006 XK31              | 13 de desembre de 2006 | Eskridge             | Eskridge                                               |
| 185435 -        | 2006 XC33              | 11 de desembre de 2006 | Kitt Peak            | Spacewatch                                             |
| 185436 -        | 2006 XG38              | 11 de desembre de 2006 | Kitt Peak            | Spacewatch                                             |
| 185437 -        | 2006 XB47              | 13 de desembre de 2006 | Mount Lemmon         | Mount Lemmon Survey                                    |
| 185438 -        | 2006 XW47              | 13 de desembre de 2006 | Kitt Peak            | Spacewatch                                             |
| 185439 -        | 2006 XR49              | 13 de desembre de 2006 | Mount Lemmon         | Mount Lemmon Survey                                    |
| 185440 -        | 2006 XK52              | 14 de desembre de 2006 | Socorro              | LINEAR                                                 |
| 185441 -        | 2006 XE54              | 15 de desembre de 2006 | Socorro              | LINEAR                                                 |
| 185442 -        | 2006 XQ54              | 15 de desembre de 2006 | Socorro              | LINEAR                                                 |
| 185443 -        | 2006 XG57              | 14 de desembre de 2006 | Catalina             | CSS                                                    |
| 185444 -        | 2006 XB59              | 14 de desembre de 2006 | Kitt Peak            | Spacewatch                                             |
| 185445 -        | 2006 YA2               | 17 de desembre de 2006 | 7300 Observatory     | W. K. Y. Yeung                                         |
| 185446 -        | 2006 YN6               | 17 de desembre de 2006 | Mount Lemmon         | Mount Lemmon Survey                                    |
| 185447 -        | 2006 YT11              | 18 de desembre de 2006 | Nyukasa              | Nyukasa                                                |
| 185448 -        | 2006 YK13              | 25 de desembre de 2006 | Vallemare di Borbona | V. S. Casulli                                          |
| 185449 -        | 2006 YG26              | 21 de desembre de 2006 | Kitt Peak            | Spacewatch                                             |
| 185450 -        | 2006 YG30              | 21 de desembre de 2006 | Kitt Peak            | Spacewatch                                             |
| 185451 -        | 2006 YS30              | 21 de desembre de 2006 | Kitt Peak            | Spacewatch                                             |
| 185452 -        | 2006 YZ39              | 22 de desembre de 2006 | Kitt Peak            | Spacewatch                                             |
| 185453 -        | 2006 YK41              | 22 de desembre de 2006 | Kitt Peak            | Spacewatch                                             |
| 185454 -        | 2006 YW45              | 21 de desembre de 2006 | Catalina             | CSS                                                    |
| 185455 -        | 2006 YX46              | 22 de desembre de 2006 | Kitt Peak            | Spacewatch                                             |
| 185456 -        | 2007 AT                | 8 de gener de 2007     | Mount Lemmon         | Mount Lemmon Survey                                    |
| 185457 -        | 2007 AN2               | 8 de gener de 2007     | Socorro              | LINEAR                                                 |
| 185458 -        | 2007 AO6               | 8 de gener de 2007     | Kitt Peak            | Spacewatch                                             |
| 185459 -        | 2007 AD8               | 9 de gener de 2007     | Mount Lemmon         | Mount Lemmon Survey                                    |
| 185460 -        | 2007 AG14              | 9 de gener de 2007     | Mount Lemmon         | Mount Lemmon Survey                                    |
| 185461 -        | 2007 BK1               | 16 de gener de 2007    | Catalina             | CSS                                                    |
| 185462 -        | 2007 BH4               | 16 de gener de 2007    | Catalina             | CSS                                                    |
| 185463 -        | 2007 BQ4               | 16 de gener de 2007    | Catalina             | CSS                                                    |
| 185464 -        | 2007 BS5               | 17 de gener de 2007    | Catalina             | CSS                                                    |
| 185465 -        | 2007 BC18              | 17 de gener de 2007    | Palomar              | NEAT                                                   |
| 185466 -        | 2007 BT35              | 24 de gener de 2007    | Mount Lemmon         | Mount Lemmon Survey                                    |
| 185467 -        | 2007 BN37              | 24 de gener de 2007    | Mount Lemmon         | Mount Lemmon Survey                                    |
| 185468 -        | 2007 BR42              | 24 de gener de 2007    | Catalina             | CSS                                                    |
| 185469 -        | 2007 BQ45              | 25 de gener de 2007    | Kitt Peak            | Spacewatch                                             |
| 185470 -        | 2007 BT45              | 25 de gener de 2007    | Socorro              | LINEAR                                                 |
| 185471 -        | 2007 BV45              | 26 de gener de 2007    | Kitt Peak            | Spacewatch                                             |
| 185472 -        | 2007 BZ62              | 27 de gener de 2007    | Mount Lemmon         | Mount Lemmon Survey                                    |
| 185473 -        | 2007 BE67              | 27 de gener de 2007    | Mount Lemmon         | Mount Lemmon Survey                                    |
| 185474 -        | 2007 BR74              | 17 de gener de 2007    | Kitt Peak            | Spacewatch                                             |
| 185475 -        | 2007 BA75              | 27 de gener de 2007    | Kitt Peak            | Spacewatch                                             |
| 185476 -        | 2007 CL4               | 6 de febrer de 2007    | Mount Lemmon         | Mount Lemmon Survey                                    |
| 185477 -        | 2007 CK6               | 6 de febrer de 2007    | Kitt Peak            | Spacewatch                                             |
| 185478 -        | 2007 CD7               | 6 de febrer de 2007    | Palomar              | NEAT                                                   |
| 185479 -        | 2007 CN10              | 6 de febrer de 2007    | Mount Lemmon         | Mount Lemmon Survey                                    |
| 185480 -        | 2007 CX27              | 6 de febrer de 2007    | Kitt Peak            | Spacewatch                                             |
| 185481 -        | 2007 CF34              | 6 de febrer de 2007    | Mount Lemmon         | Mount Lemmon Survey                                    |
| 185482 -        | 2007 CK38              | 6 de febrer de 2007    | Mount Lemmon         | Mount Lemmon Survey                                    |
| 185483 -        | 2007 DX5               | 17 de febrer de 2007   | Kitt Peak            | Spacewatch                                             |
| 185484 -        | 2007 DB85              | 22 de febrer de 2007   | Antares              | Antares Observatory                                    |
| 185485 -        | 2007 EL68              | 10 de març de 2007     | Kitt Peak            | Spacewatch                                             |
| 185486 -        | 2007 EP75              | 10 de març de 2007     | Kitt Peak            | Spacewatch                                             |
| 185487 -        | 2007 ED139             | 12 de març de 2007     | Kitt Peak            | Spacewatch                                             |
| 185488 -        | 2007 EF159             | 14 de març de 2007     | Mount Lemmon         | Mount Lemmon Survey                                    |
| 185489 -        | 2007 FK33              | 25 de març de 2007     | Mount Lemmon         | Mount Lemmon Survey                                    |
| 185490 -        | 2007 GR1               | 9 d'abril de 2007      | Bergen-Enkheim       | Bergen-Enkheim                                         |
| 185491 -        | 2007 GP3               | 9 d'abril de 2007      | Kitt Peak            | Spacewatch                                             |
| 185492 -        | 2007 HA8               | 18 d'abril de 2007     | Anderson Mesa        | LONEOS                                                 |
| 185493 -        | 2007 PO42              | 13 d'agost de 2007     | Socorro              | LINEAR                                                 |
| 185494 -        | 2007 RB33              | 5 de setembre de 2007  | Anderson Mesa        | LONEOS                                                 |
| 185495 -        | 2007 RV141             | 13 de setembre de 2007 | Socorro              | LINEAR                                                 |
| 185496 -        | 2007 RR241             | 13 de setembre de 2007 | Socorro              | LINEAR                                                 |
| 185497 -        | 2007 RJ260             | 14 de setembre de 2007 | Mount Lemmon         | Mount Lemmon Survey                                    |
| 185498 -        | 2007 SN                | 17 de setembre de 2007 | OAM                  | OAM                                                    |
| 185499 -        | 2007 TV40              | 6 d'octubre de 2007    | Kitt Peak            | Spacewatch                                             |
| 185500 -        | 2007 TA54              | 4 d'octubre de 2007    | Kitt Peak            | Spacewatch                                             |
| 185501-185600   |                        |                        |                      |                                                        |
| 185501 -        | 2007 TR57              | 4 d'octubre de 2007    | Kitt Peak            | Spacewatch                                             |
| 185502 -        | 2007 TF126             | 6 d'octubre de 2007    | Kitt Peak            | Spacewatch                                             |
| 185503 -        | 2007 TK165             | 11 d'octubre de 2007   | Socorro              | LINEAR                                                 |
| 185504 -        | 2007 TQ230             | 8 d'octubre de 2007    | Kitt Peak            | Spacewatch                                             |
| 185505 -        | 2007 TU251             | 12 d'octubre de 2007   | Anderson Mesa        | LONEOS                                                 |
| 185506 -        | 2007 TJ315             | 12 d'octubre de 2007   | Kitt Peak            | Spacewatch                                             |
| 185507 -        | 2007 TE335             | 11 d'octubre de 2007   | Kitt Peak            | Spacewatch                                             |
| 185508 -        | 2007 TO335             | 11 d'octubre de 2007   | Kitt Peak            | Spacewatch                                             |
| 185509 -        | 2007 TJ361             | 14 d'octubre de 2007   | Mount Lemmon         | Mount Lemmon Survey                                    |
| 185510 -        | 2007 TA364             | 14 d'octubre de 2007   | Mount Lemmon         | Mount Lemmon Survey                                    |
| 185511 -        | 2007 TR414             | 15 d'octubre de 2007   | Lulin Observatory    | LUSS                                                   |
| 185512 -        | 2007 UL                | 16 d'octubre de 2007   | RAS                  | A. Lowe                                                |
| 185513 -        | 2007 UY46              | 20 d'octubre de 2007   | Catalina             | CSS                                                    |
| 185514 -        | 2007 UE79              | 30 d'octubre de 2007   | Mount Lemmon         | Mount Lemmon Survey                                    |
| 185515 -        | 2007 UW104             | 30 d'octubre de 2007   | Kitt Peak            | Spacewatch                                             |
| 185516 -        | 2007 UB116             | 31 d'octubre de 2007   | Kitt Peak            | Spacewatch                                             |
| 185517 -        | 2007 VQ28              | 2 de novembre de 2007  | Kitt Peak            | Spacewatch                                             |
| 185518 -        | 2007 VG51              | 1 de novembre de 2007  | Kitt Peak            | Spacewatch                                             |
| 185519 -        | 2007 VT63              | 1 de novembre de 2007  | Kitt Peak            | Spacewatch                                             |
| 185520 -        | 2007 VM65              | 1 de novembre de 2007  | Kitt Peak            | Spacewatch                                             |
| 185521 -        | 2007 VA67              | 2 de novembre de 2007  | Kitt Peak            | Spacewatch                                             |
| 185522 -        | 2007 VH75              | 3 de novembre de 2007  | Kitt Peak            | Spacewatch                                             |
| 185523 -        | 2007 VZ145             | 4 de novembre de 2007  | Kitt Peak            | Spacewatch                                             |
| 185524 -        | 2007 VK162             | 5 de novembre de 2007  | Kitt Peak            | Spacewatch                                             |
| 185525 -        | 2007 VJ164             | 5 de novembre de 2007  | Mount Lemmon         | Mount Lemmon Survey                                    |
| 185526 -        | 2007 VT190             | 8 de novembre de 2007  | Kitt Peak            | Spacewatch                                             |
| 185527 -        | 2007 VE238             | 13 de novembre de 2007 | Anderson Mesa        | LONEOS                                                 |
| 185528 -        | 2007 VR243             | 11 de novembre de 2007 | OAM                  | OAM                                                    |
| 185529 -        | 2007 WE12              | 17 de novembre de 2007 | Catalina             | CSS                                                    |
| 185530 -        | 2007 WT12              | 17 de novembre de 2007 | Kitt Peak            | Spacewatch                                             |
| 185531 -        | 2007 WR23              | 18 de novembre de 2007 | Mount Lemmon         | Mount Lemmon Survey                                    |
| 185532 -        | 2007 WR42              | 18 de novembre de 2007 | Mount Lemmon         | Mount Lemmon Survey                                    |
| 185533 -        | 2007 WG53              | 17 de novembre de 2007 | Eskridge             | Eskridge                                               |
| 185534 -        | 2007 WP54              | 19 de novembre de 2007 | Mount Lemmon         | Mount Lemmon Survey                                    |
| 185535 -        | 2007 WH56              | 28 de novembre de 2007 | Purple Mountain      | PMO NEO Survey Program                                 |
| 185536 -        | 2007 XS3               | 3 de desembre de 2007  | Catalina             | CSS                                                    |
| 185537 -        | 2007 XK12              | 4 de desembre de 2007  | Kitt Peak            | Spacewatch                                             |
| 185538 -        | 2007 XD28              | 14 de desembre de 2007 | Purple Mountain      | PMO NEO Survey Program                                 |
| 185539 -        | 2007 XS28              | 15 de desembre de 2007 | Kitt Peak            | Spacewatch                                             |
| 185540 -        | 2007 XQ32              | 15 de desembre de 2007 | Kitt Peak            | Spacewatch                                             |
| 185541 -        | 2007 XE33              | 15 de desembre de 2007 | Kitt Peak            | Spacewatch                                             |
| 185542 -        | 2007 XM39              | 13 de desembre de 2007 | Socorro              | LINEAR                                                 |
| 185543 -        | 2007 XY39              | 13 de desembre de 2007 | Socorro              | LINEAR                                                 |
| 185544 -        | 2007 YN28              | 18 de desembre de 2007 | Mount Lemmon         | Mount Lemmon Survey                                    |
| 185545 -        | 2007 YH31              | 28 de desembre de 2007 | Kitt Peak            | Spacewatch                                             |
| 185546 -        | 2007 YU31              | 28 de desembre de 2007 | Lulin Observatory    | LUSS                                                   |
| 185547 -        | 2007 YS33              | 28 de desembre de 2007 | Kitt Peak            | Spacewatch                                             |
| 185548 -        | 2007 YG45              | 30 de desembre de 2007 | Mount Lemmon         | Mount Lemmon Survey                                    |
| 185549 -        | 2007 YX52              | 30 de desembre de 2007 | Catalina             | CSS                                                    |
| 185550 -        | 2007 YP57              | 28 de desembre de 2007 | Kitt Peak            | Spacewatch                                             |
| 185551 -        | 2007 YT58              | 30 de desembre de 2007 | Catalina             | CSS                                                    |
| 185552 -        | 2007 YY58              | 31 de desembre de 2007 | Catalina             | CSS                                                    |
| 185553 -        | 2008 AX4               | 7 de gener de 2008     | Lulin Observatory    | LUSS                                                   |
| 185554 Bikushev | 2008 AB5               | 7 de gener de 2008     | Lulin Observatory    | LUSS                                                   |
| 185555 -        | 2008 AP8               | 10 de gener de 2008    | Kitt Peak            | Spacewatch                                             |
| 185556 -        | 2008 AY8               | 10 de gener de 2008    | Kitt Peak            | Spacewatch                                             |
| 185557 -        | 2008 AF16              | 10 de gener de 2008    | Mount Lemmon         | Mount Lemmon Survey                                    |
| 185558 -        | 2008 AG19              | 10 de gener de 2008    | Mount Lemmon         | Mount Lemmon Survey                                    |
| 185559 -        | 2008 AO22              | 10 de gener de 2008    | Mount Lemmon         | Mount Lemmon Survey                                    |
| 185560 -        | 2008 AQ31              | 7 de gener de 2008     | OAM                  | OAM                                                    |
| 185561 -        | 2008 AV31              | 12 de gener de 2008    | OAM                  | OAM                                                    |
| 185562 -        | 2008 AU32              | 13 de gener de 2008    | Mallorca             | Mallorca                                               |
| 185563 -        | 2008 AL34              | 10 de gener de 2008    | Kitt Peak            | Spacewatch                                             |
| 185564 -        | 2008 AO42              | 10 de gener de 2008    | Catalina             | CSS                                                    |
| 185565 -        | 2008 AR42              | 10 de gener de 2008    | Catalina             | CSS                                                    |
| 185566 -        | 2008 AY43              | 10 de gener de 2008    | Kitt Peak            | Spacewatch                                             |
| 185567 -        | 2008 AQ59              | 11 de gener de 2008    | Kitt Peak            | Spacewatch                                             |
| 185568 -        | 2008 AE71              | 12 de gener de 2008    | Kitt Peak            | Spacewatch                                             |
| 185569 -        | 2008 AS77              | 12 de gener de 2008    | Kitt Peak            | Spacewatch                                             |
| 185570 -        | 2008 AA78              | 12 de gener de 2008    | Kitt Peak            | Spacewatch                                             |
| 185571 -        | 2008 AT98              | 14 de gener de 2008    | Kitt Peak            | Spacewatch                                             |
| 185572 -        | 2008 AP103             | 15 de gener de 2008    | Mount Lemmon         | Mount Lemmon Survey                                    |
| 185573 -        | 2008 AE106             | 15 de gener de 2008    | Mount Lemmon         | Mount Lemmon Survey                                    |
| 185574 -        | 2008 BV4               | 16 de gener de 2008    | Kitt Peak            | Spacewatch                                             |
| 185575 -        | 2008 BF15              | 29 de gener de 2008    | Junk Bond            | D. Healy                                               |
| 185576 Covichi  | 2008 BL15              | 26 de gener de 2008    | La Cañada            | La Cañada                                              |
| 185577 -        | 2008 BA16              | 28 de gener de 2008    | Lulin Observatory    | LUSS                                                   |
| 185578 -        | 2008 BJ16              | 28 de gener de 2008    | OAM                  | OAM                                                    |
| 185579 -        | 2008 BS16              | 29 de gener de 2008    | OAM                  | OAM                                                    |
| 185580 -        | 2008 BV18              | 29 de gener de 2008    | OAM                  | OAM                                                    |
| 185581 -        | 2008 BM20              | 30 de gener de 2008    | Catalina             | CSS                                                    |
| 185582 -        | 2008 BZ20              | 30 de gener de 2008    | Mount Lemmon         | Mount Lemmon Survey                                    |
| 185583 -        | 2008 BG22              | 31 de gener de 2008    | Mount Lemmon         | Mount Lemmon Survey                                    |
| 185584 -        | 2008 BW22              | 31 de gener de 2008    | Mount Lemmon         | Mount Lemmon Survey                                    |
| 185585 -        | 2008 BF23              | 31 de gener de 2008    | Mount Lemmon         | Mount Lemmon Survey                                    |
| 185586 -        | 2008 BJ24              | 30 de gener de 2008    | Kitt Peak            | Spacewatch                                             |
| 185587 -        | 2008 BR24              | 30 de gener de 2008    | OAM                  | OAM                                                    |
| 185588 -        | 2008 BH26              | 30 de gener de 2008    | Catalina             | CSS                                                    |
| 185589 -        | 2008 BS31              | 30 de gener de 2008    | Mount Lemmon         | Mount Lemmon Survey                                    |
| 185590 -        | 2008 BJ33              | 30 de gener de 2008    | Kitt Peak            | Spacewatch                                             |
| 185591 -        | 2008 BP35              | 30 de gener de 2008    | Kitt Peak            | Spacewatch                                             |
| 185592 -        | 2008 BR35              | 30 de gener de 2008    | Kitt Peak            | Spacewatch                                             |
| 185593 -        | 2008 BC41              | 30 de gener de 2008    | Catalina             | CSS                                                    |
| 185594 -        | 2008 BG42              | 31 de gener de 2008    | Catalina             | CSS                                                    |
| 185595 -        | 2008 CR2               | 1 de febrer de 2008    | Mount Lemmon         | Mount Lemmon Survey                                    |
| 185596 -        | 2008 CP3               | 2 de febrer de 2008    | Kitt Peak            | Spacewatch                                             |
| 185597 -        | 2008 CH4               | 2 de febrer de 2008    | Kitt Peak            | Spacewatch                                             |
| 185598 -        | 2008 CY5               | 7 de febrer de 2008    | RAS                  | A. Lowe                                                |
| 185599 -        | 2008 CJ7               | 2 de febrer de 2008    | Kitt Peak            | Spacewatch                                             |
| 185600 -        | 2008 CT14              | 3 de febrer de 2008    | Kitt Peak            | Spacewatch                                             |
| 185601-185700   |                        |                        |                      |                                                        |
| 185601 -        | 2008 CC16              | 3 de febrer de 2008    | Mount Lemmon         | Mount Lemmon Survey                                    |
| 185602 -        | 2008 CF23              | 1 de febrer de 2008    | Kitt Peak            | Spacewatch                                             |
| 185603 -        | 2008 CQ23              | 1 de febrer de 2008    | Kitt Peak            | Spacewatch                                             |
| 185604 -        | 2008 CX23              | 1 de febrer de 2008    | Kitt Peak            | Spacewatch                                             |
| 185605 -        | 2008 CW25              | 1 de febrer de 2008    | Catalina             | CSS                                                    |
| 185606 -        | 2008 CH29              | 2 de febrer de 2008    | Kitt Peak            | Spacewatch                                             |
| 185607 -        | 2008 CK35              | 2 de febrer de 2008    | Kitt Peak            | Spacewatch                                             |
| 185608 -        | 2008 CA38              | 2 de febrer de 2008    | Kitt Peak            | Spacewatch                                             |
| 185609 -        | 2008 CT42              | 2 de febrer de 2008    | Kitt Peak            | Spacewatch                                             |
| 185610 -        | 2008 CZ44              | 2 de febrer de 2008    | Kitt Peak            | Spacewatch                                             |
| 185611 -        | 2008 CK46              | 2 de febrer de 2008    | Kitt Peak            | Spacewatch                                             |
| 185612 -        | 2008 CT49              | 6 de febrer de 2008    | Catalina             | CSS                                                    |
| 185613 -        | 2008 CE50              | 6 de febrer de 2008    | Catalina             | CSS                                                    |
| 185614 -        | 2008 CD61              | 7 de febrer de 2008    | Mount Lemmon         | Mount Lemmon Survey                                    |
| 185615 -        | 2008 CZ66              | 8 de febrer de 2008    | Catalina             | CSS                                                    |
| 185616 -        | 2008 CC72              | 9 de febrer de 2008    | Catalina             | CSS                                                    |
| 185617 -        | 2008 CS85              | 7 de febrer de 2008    | Mount Lemmon         | Mount Lemmon Survey                                    |
| 185618 -        | 2008 CR93              | 8 de febrer de 2008    | Mount Lemmon         | Mount Lemmon Survey                                    |
| 185619 -        | 2008 CH97              | 9 de febrer de 2008    | Kitt Peak            | Spacewatch                                             |
| 185620 -        | 2008 CL120             | 6 de febrer de 2008    | Catalina             | CSS                                                    |
| 185621 -        | 2008 CA121             | 6 de febrer de 2008    | Catalina             | CSS                                                    |
| 185622 -        | 2008 CH127             | 8 de febrer de 2008    | Kitt Peak            | Spacewatch                                             |
| 185623 -        | 2008 CJ135             | 8 de febrer de 2008    | Mount Lemmon         | Mount Lemmon Survey                                    |
| 185624 -        | 2008 CU163             | 10 de febrer de 2008   | Catalina             | CSS                                                    |
| 185625 -        | 2008 CD167             | 11 de febrer de 2008   | Mount Lemmon         | Mount Lemmon Survey                                    |
| 185626 -        | 2008 CU175             | 6 de febrer de 2008    | Socorro              | LINEAR                                                 |
| 185627 -        | 2008 CC178             | 6 de febrer de 2008    | Catalina             | CSS                                                    |
| 185628 -        | 2008 CD179             | 6 de febrer de 2008    | Catalina             | CSS                                                    |
| 185629 -        | 2008 CY180             | 9 de febrer de 2008    | Catalina             | CSS                                                    |
| 185630 -        | 2008 CZ180             | 9 de febrer de 2008    | Catalina             | CSS                                                    |
| 185631 -        | 2008 CZ181             | 11 de febrer de 2008   | Mount Lemmon         | Mount Lemmon Survey                                    |
| 185632 -        | 2008 CS183             | 13 de febrer de 2008   | Catalina             | CSS                                                    |
| 185633 Rainbach | 2008 DO                | 24 de febrer de 2008   | Gaisberg             | R. Gierlinger                                          |
| 185634 -        | 2008 DR11              | 26 de febrer de 2008   | Anderson Mesa        | LONEOS                                                 |
| 185635 -        | 2008 DL27              | 26 de febrer de 2008   | Socorro              | LINEAR                                                 |
| 185636 -        | 2008 DV40              | 27 de febrer de 2008   | Lulin Observatory    | LUSS                                                   |
| 185637 -        | 2008 DH54              | 27 de febrer de 2008   | Catalina             | CSS                                                    |
| 185638 -        | 2008 EU7               | 1 de març de 2008      | OAM                  | OAM                                                    |
| 185639 -        | 2008 EH8               | 2 de març de 2008      | OAM                  | OAM                                                    |
| 185640 -        | 2008 EB34              | 1 de març de 2008      | XuYi                 | PMO NEO Survey Program                                 |
| 185641 -        | 2008 EH69              | 5 de març de 2008      | Wrightwood           | J. W. Young                                            |
| 185642 -        | 2008 EV88              | 8 de març de 2008      | RAS                  | A. Lowe                                                |
| 185643 -        | 2040 P-L               | 24 de setembre de 1960 | Palomar              | C. J. van Houten, I. van Houten-Groeneveld, T. Gehrels |
| 185644 -        | 4890 P-L               | 24 de setembre de 1960 | Palomar              | C. J. van Houten, I. van Houten-Groeneveld, T. Gehrels |
| 185645 -        | 6733 P-L               | 24 de setembre de 1960 | Palomar              | C. J. van Houten, I. van Houten-Groeneveld, T. Gehrels |
| 185646 -        | 3217 T-2               | 30 de setembre de 1973 | Palomar              | C. J. van Houten, I. van Houten-Groeneveld, T. Gehrels |
| 185647 -        | 4226 T-2               | 29 de setembre de 1973 | Palomar              | C. J. van Houten, I. van Houten-Groeneveld, T. Gehrels |
| 185648 -        | 1067 T-3               | 17 d'octubre de 1977   | Palomar              | C. J. van Houten, I. van Houten-Groeneveld, T. Gehrels |
| 185649 -        | 1802 T-3               | 17 d'octubre de 1977   | Palomar              | C. J. van Houten, I. van Houten-Groeneveld, T. Gehrels |
| 185650 -        | 2608 T-3               | 16 d'octubre de 1977   | Palomar              | C. J. van Houten, I. van Houten-Groeneveld, T. Gehrels |
| 185651 -        | 3043 T-3               | 16 d'octubre de 1977   | Palomar              | C. J. van Houten, I. van Houten-Groeneveld, T. Gehrels |
| 185652 -        | 3199 T-3               | 16 d'octubre de 1977   | Palomar              | C. J. van Houten, I. van Houten-Groeneveld, T. Gehrels |
| 185653 -        | 3442 T-3               | 16 d'octubre de 1977   | Palomar              | C. J. van Houten, I. van Houten-Groeneveld, T. Gehrels |
| 185654 -        | 3980 T-3               | 16 d'octubre de 1977   | Palomar              | C. J. van Houten, I. van Houten-Groeneveld, T. Gehrels |
| 185655 -        | 4368 T-3               | 16 d'octubre de 1977   | Palomar              | C. J. van Houten, I. van Houten-Groeneveld, T. Gehrels |
| 185656 -        | 1981 ET35              | 2 de març de 1981      | Siding Spring        | S. J. Bus                                              |
| 185657 -        | 1992 WL6               | 19 de novembre de 1992 | Kitt Peak            | Spacewatch                                             |
| 185658 -        | 1993 FG3               | 24 de març de 1993     | Kitt Peak            | Spacewatch                                             |
| 185659 -        | 1993 FT45              | 19 de març de 1993     | La Silla             | UESAC                                                  |
| 185660 -        | 1993 RE4               | 15 de setembre de 1993 | La Silla             | E. W. Elst                                             |
| 185661 -        | 1993 TY23              | 9 d'octubre de 1993    | La Silla             | E. W. Elst                                             |
| 185662 -        | 1994 AG13              | 11 de gener de 1994    | Kitt Peak            | Spacewatch                                             |
| 185663 -        | 1994 EE                | 4 de març de 1994      | Stroncone            | A. Vagnozzi                                            |
| 185664 -        | 1995 AW1               | 7 de gener de 1995     | Kitt Peak            | Spacewatch                                             |
| 185665 -        | 1995 CS2               | 1 de febrer de 1995    | Kitt Peak            | Spacewatch                                             |
| 185666 -        | 1995 FT9               | 26 de març de 1995     | Kitt Peak            | Spacewatch                                             |
| 185667 -        | 1995 FY11              | 27 de març de 1995     | Kitt Peak            | Spacewatch                                             |
| 185668 -        | 1995 MF4               | 29 de juny de 1995     | Kitt Peak            | Spacewatch                                             |
| 185669 -        | 1995 MN6               | 28 de juny de 1995     | Kitt Peak            | Spacewatch                                             |
| 185670 -        | 1995 RS                | 14 de setembre de 1995 | Haleakala            | AMOS                                                   |
| 185671 -        | 1995 SC20              | 18 de setembre de 1995 | Kitt Peak            | Spacewatch                                             |
| 185672 -        | 1995 SZ25              | 19 de setembre de 1995 | Kitt Peak            | Spacewatch                                             |
| 185673 -        | 1995 SD32              | 21 de setembre de 1995 | Kitt Peak            | Spacewatch                                             |
| 185674 -        | 1995 SM68              | 20 de setembre de 1995 | Kitt Peak            | Spacewatch                                             |
| 185675 -        | 1995 SN79              | 21 de setembre de 1995 | Kitt Peak            | Spacewatch                                             |
| 185676 -        | 1995 SN88              | 26 de setembre de 1995 | Kitt Peak            | Spacewatch                                             |
| 185677 -        | 1995 SB90              | 18 de setembre de 1995 | Kitt Peak            | Spacewatch                                             |
| 185678 -        | 1995 TN1               | 14 d'octubre de 1995   | Xinglong             | Beijing Schmidt CCD Asteroid Program                   |
| 185679 -        | 1995 UK36              | 21 d'octubre de 1995   | Kitt Peak            | Spacewatch                                             |
| 185680 -        | 1995 YC6               | 16 de desembre de 1995 | Kitt Peak            | Spacewatch                                             |
| 185681 -        | 1996 AB13              | 15 de gener de 1996    | Kitt Peak            | Spacewatch                                             |
| 185682 -        | 1996 JR16              | 11 de maig de 1996     | Kitt Peak            | Spacewatch                                             |
| 185683 -        | 1996 ML1               | 16 de juny de 1996     | Kitt Peak            | Spacewatch                                             |
| 185684 -        | 1996 RX5               | 5 de setembre de 1996  | Kitt Peak            | Spacewatch                                             |
| 185685 -        | 1996 TP27              | 7 d'octubre de 1996    | Kitt Peak            | Spacewatch                                             |
| 185686 -        | 1996 VY17              | 6 de novembre de 1996  | Kitt Peak            | Spacewatch                                             |
| 185687 -        | 1996 XP16              | 4 de desembre de 1996  | Kitt Peak            | Spacewatch                                             |
| 185688 -        | 1997 CC6               | 6 de febrer de 1997    | Sormano              | M. Cavagna, A. Testa                                   |
| 185689 -        | 1997 GR7               | 2 d'abril de 1997      | Socorro              | LINEAR                                                 |
| 185690 -        | 1997 GB9               | 3 d'abril de 1997      | Socorro              | LINEAR                                                 |
| 185691 -        | 1997 GT10              | 3 d'abril de 1997      | Socorro              | LINEAR                                                 |
| 185692 -        | 1997 GY31              | 15 d'abril de 1997     | Kitt Peak            | Spacewatch                                             |
| 185693 -        | 1997 HV3               | 30 d'abril de 1997     | Kitt Peak            | Spacewatch                                             |
| 185694 -        | 1997 TF16              | 7 d'octubre de 1997    | Kitt Peak            | Spacewatch                                             |
| 185695 -        | 1997 US12              | 23 d'octubre de 1997   | Kitt Peak            | Spacewatch                                             |
| 185696 -        | 1997 WJ4               | 20 de novembre de 1997 | Kitt Peak            | Spacewatch                                             |
| 185697 -        | 1997 WO9               | 21 de novembre de 1997 | Kitt Peak            | Spacewatch                                             |
| 185698 -        | 1998 BT27              | 23 de gener de 1998    | Kitt Peak            | Spacewatch                                             |
| 185699 -        | 1998 BF39              | 29 de gener de 1998    | Kitt Peak            | Spacewatch                                             |
| 185700 -        | 1998 DT6               | 17 de febrer de 1998   | Kitt Peak            | Spacewatch                                             |
| 185701-185800   |                        |                        |                      |                                                        |
| 185701 -        | 1998 FB73              | 29 de març de 1998     | Caussols             | ODAS                                                   |
| 185702 -        | 1998 HK3               | 20 d'abril de 1998     | Socorro              | LINEAR                                                 |
| 185703 -        | 1998 KW                | 20 de maig de 1998     | Caussols             | ODAS                                                   |
| 185704 -        | 1998 OD8               | 26 de juliol de 1998   | La Silla             | E. W. Elst                                             |
| 185705 -        | 1998 QD24              | 17 d'agost de 1998     | Socorro              | LINEAR                                                 |
| 185706 -        | 1998 QX69              | 24 d'agost de 1998     | Socorro              | LINEAR                                                 |
| 185707 -        | 1998 QU77              | 24 d'agost de 1998     | Socorro              | LINEAR                                                 |
| 185708 -        | 1998 QR95              | 19 d'agost de 1998     | Socorro              | LINEAR                                                 |
| 185709 -        | 1998 RM14              | 14 de setembre de 1998 | Kitt Peak            | Spacewatch                                             |
| 185710 -        | 1998 RQ25              | 14 de setembre de 1998 | Socorro              | LINEAR                                                 |
| 185711 -        | 1998 RB70              | 14 de setembre de 1998 | Socorro              | LINEAR                                                 |
| 185712 -        | 1998 RH70              | 14 de setembre de 1998 | Socorro              | LINEAR                                                 |
| 185713 -        | 1998 SC3               | 17 de setembre de 1998 | Caussols             | ODAS                                                   |
| 185714 -        | 1998 SU6               | 26 de setembre de 1998 | Socorro              | LINEAR                                                 |
| 185715 -        | 1998 SJ11              | 17 de setembre de 1998 | Caussols             | ODAS                                                   |
| 185716 -        | 1998 SF35              | 24 de setembre de 1998 | Socorro              | LINEAR                                                 |
| 185717 -        | 1998 SB52              | 28 de setembre de 1998 | Kitt Peak            | Spacewatch                                             |
| 185718 -        | 1998 SY64              | 20 de setembre de 1998 | La Silla             | E. W. Elst                                             |
| 185719 -        | 1998 SV80              | 26 de setembre de 1998 | Socorro              | LINEAR                                                 |
| 185720 -        | 1998 SG89              | 26 de setembre de 1998 | Socorro              | LINEAR                                                 |
| 185721 -        | 1998 SS92              | 26 de setembre de 1998 | Socorro              | LINEAR                                                 |
| 185722 -        | 1998 SF93              | 26 de setembre de 1998 | Socorro              | LINEAR                                                 |
| 185723 -        | 1998 SB99              | 26 de setembre de 1998 | Socorro              | LINEAR                                                 |
| 185724 -        | 1998 SN101             | 26 de setembre de 1998 | Socorro              | LINEAR                                                 |
| 185725 -        | 1998 SZ119             | 26 de setembre de 1998 | Socorro              | LINEAR                                                 |
| 185726 -        | 1998 SR140             | 26 de setembre de 1998 | Socorro              | LINEAR                                                 |
| 185727 -        | 1998 SN158             | 26 de setembre de 1998 | Socorro              | LINEAR                                                 |
| 185728 -        | 1998 UZ3               | 20 d'octubre de 1998   | Caussols             | ODAS                                                   |
| 185729 -        | 1998 UN25              | 18 d'octubre de 1998   | La Silla             | E. W. Elst                                             |
| 185730 -        | 1998 UR35              | 28 d'octubre de 1998   | Socorro              | LINEAR                                                 |
| 185731 -        | 1998 VO5               | 8 de novembre de 1998  | Gekko                | T. Kagawa                                              |
| 185732 -        | 1998 WV11              | 21 de novembre de 1998 | Socorro              | LINEAR                                                 |
| 185733 -        | 1998 WW30              | 28 de novembre de 1998 | Sormano              | M. Cavagna, A. Testa                                   |
| 185734 -        | 1998 WQ32              | 19 de novembre de 1998 | Anderson Mesa        | LONEOS                                                 |
| 185735 -        | 1998 XD10              | 7 de desembre de 1998  | Caussols             | ODAS                                                   |
| 185736 -        | 1998 XA27              | 14 de desembre de 1998 | Socorro              | LINEAR                                                 |
| 185737 -        | 1998 YA17              | 22 de desembre de 1998 | Kitt Peak            | Spacewatch                                             |
| 185738 -        | 1999 CQ65              | 12 de febrer de 1999   | Socorro              | LINEAR                                                 |
| 185739 -        | 1999 CW80              | 12 de febrer de 1999   | Socorro              | LINEAR                                                 |
| 185740 -        | 1999 CB107             | 12 de febrer de 1999   | Socorro              | LINEAR                                                 |
| 185741 -        | 1999 CA145             | 8 de febrer de 1999    | Kitt Peak            | Spacewatch                                             |
| 185742 -        | 1999 EE13              | 9 de març de 1999      | Kitt Peak            | Spacewatch                                             |
| 185743 -        | 1999 FP74              | 20 de març de 1999     | Apache Point         | SDSS                                                   |
| 185744 -        | 1999 FK90              | 21 de març de 1999     | Apache Point         | SDSS                                                   |
| 185745 -        | 1999 HM11              | 16 d'abril de 1999     | Catalina             | CSS                                                    |
| 185746 -        | 1999 LO1               | 7 de juny de 1999      | Kitt Peak            | Spacewatch                                             |
| 185747 -        | 1999 LZ29              | 10 de juny de 1999     | Kitt Peak            | Spacewatch                                             |
| 185748 -        | 1999 NX4               | 15 de juliol de 1999   | Gnosca               | S. Sposetti                                            |
| 185749 -        | 1999 RT53              | 7 de setembre de 1999  | Socorro              | LINEAR                                                 |
| 185750 -        | 1999 RT74              | 7 de setembre de 1999  | Socorro              | LINEAR                                                 |
| 185751 -        | 1999 RE109             | 8 de setembre de 1999  | Socorro              | LINEAR                                                 |
| 185752 -        | 1999 RC165             | 9 de setembre de 1999  | Socorro              | LINEAR                                                 |
| 185753 -        | 1999 RM193             | 13 de setembre de 1999 | Eskridge             | G. Hug, G. Bell                                        |
| 185754 -        | 1999 RU233             | 8 de setembre de 1999  | Catalina             | CSS                                                    |
| 185755 -        | 1999 SV                | 16 de setembre de 1999 | Kitt Peak            | Spacewatch                                             |
| 185756 -        | 1999 TM9               | 7 d'octubre de 1999    | Višnjan Observatory  | K. Korlević, M. Jurić                                  |
| 185757 -        | 1999 TK15              | 12 d'octubre de 1999   | Ondřejov             | P. Pravec, P. Kušnirák                                 |
| 185758 -        | 1999 TE18              | 10 d'octubre de 1999   | Xinglong             | Beijing Schmidt CCD Asteroid Program                   |
| 185759 -        | 1999 TO43              | 3 d'octubre de 1999    | Kitt Peak            | Spacewatch                                             |
| 185760 -        | 1999 TZ61              | 7 d'octubre de 1999    | Kitt Peak            | Spacewatch                                             |
| 185761 -        | 1999 TN73              | 10 d'octubre de 1999   | Kitt Peak            | Spacewatch                                             |
| 185762 -        | 1999 TP78              | 11 d'octubre de 1999   | Kitt Peak            | Spacewatch                                             |
| 185763 -        | 1999 TK83              | 12 d'octubre de 1999   | Kitt Peak            | Spacewatch                                             |
| 185764 -        | 1999 TL92              | 2 d'octubre de 1999    | Socorro              | LINEAR                                                 |
| 185765 -        | 1999 TV106             | 4 d'octubre de 1999    | Socorro              | LINEAR                                                 |
| 185766 -        | 1999 TK114             | 4 d'octubre de 1999    | Socorro              | LINEAR                                                 |
| 185767 -        | 1999 TF136             | 6 d'octubre de 1999    | Socorro              | LINEAR                                                 |
| 185768 -        | 1999 TZ137             | 6 d'octubre de 1999    | Socorro              | LINEAR                                                 |
| 185769 -        | 1999 TG164             | 9 d'octubre de 1999    | Socorro              | LINEAR                                                 |
| 185770 -        | 1999 TE166             | 10 d'octubre de 1999   | Socorro              | LINEAR                                                 |
| 185771 -        | 1999 TT170             | 10 d'octubre de 1999   | Socorro              | LINEAR                                                 |
| 185772 -        | 1999 TH176             | 10 d'octubre de 1999   | Socorro              | LINEAR                                                 |
| 185773 -        | 1999 TO232             | 5 d'octubre de 1999    | Catalina             | CSS                                                    |
| 185774 -        | 1999 TK236             | 3 d'octubre de 1999    | Catalina             | CSS                                                    |
| 185775 -        | 1999 TE241             | 4 d'octubre de 1999    | Catalina             | CSS                                                    |
| 185776 -        | 1999 TW269             | 3 d'octubre de 1999    | Socorro              | LINEAR                                                 |
| 185777 -        | 1999 TY290             | 10 d'octubre de 1999   | Socorro              | LINEAR                                                 |
| 185778 -        | 1999 TL291             | 10 d'octubre de 1999   | Socorro              | LINEAR                                                 |
| 185779 -        | 1999 UO20              | 31 d'octubre de 1999   | Kitt Peak            | Spacewatch                                             |
| 185780 -        | 1999 UA34              | 31 d'octubre de 1999   | Kitt Peak            | Spacewatch                                             |
| 185781 -        | 1999 US40              | 16 d'octubre de 1999   | Kitt Peak            | Spacewatch                                             |
| 185782 -        | 1999 UG43              | 28 d'octubre de 1999   | Catalina             | CSS                                                    |
| 185783 -        | 1999 UP48              | 30 d'octubre de 1999   | Kitt Peak            | Spacewatch                                             |
| 185784 -        | 1999 UK54              | 19 d'octubre de 1999   | Kitt Peak            | Spacewatch                                             |
| 185785 -        | 1999 VY18              | 2 de novembre de 1999  | Kitt Peak            | Spacewatch                                             |
| 185786 -        | 1999 VU24              | 13 de novembre de 1999 | Oizumi               | T. Kobayashi                                           |
| 185787 -        | 1999 VH32              | 3 de novembre de 1999  | Socorro              | LINEAR                                                 |
| 185788 -        | 1999 VL57              | 4 de novembre de 1999  | Socorro              | LINEAR                                                 |
| 185789 -        | 1999 VH69              | 4 de novembre de 1999  | Socorro              | LINEAR                                                 |
| 185790 -        | 1999 VR70              | 4 de novembre de 1999  | Socorro              | LINEAR                                                 |
| 185791 -        | 1999 VT102             | 9 de novembre de 1999  | Socorro              | LINEAR                                                 |
| 185792 -        | 1999 VH105             | 9 de novembre de 1999  | Socorro              | LINEAR                                                 |
| 185793 -        | 1999 VT117             | 9 de novembre de 1999  | Kitt Peak            | Spacewatch                                             |
| 185794 -        | 1999 VB127             | 9 de novembre de 1999  | Kitt Peak            | Spacewatch                                             |
| 185795 -        | 1999 VJ143             | 14 de novembre de 1999 | Socorro              | LINEAR                                                 |
| 185796 -        | 1999 VA151             | 14 de novembre de 1999 | Socorro              | LINEAR                                                 |
| 185797 -        | 1999 VL152             | 10 de novembre de 1999 | Kitt Peak            | Spacewatch                                             |
| 185798 -        | 1999 VU155             | 9 de novembre de 1999  | Socorro              | LINEAR                                                 |
| 185799 -        | 1999 VW155             | 9 de novembre de 1999  | Socorro              | LINEAR                                                 |
| 185800 -        | 1999 VF164             | 14 de novembre de 1999 | Socorro              | LINEAR                                                 |
| 185801-185900   |                        |                        |                      |                                                        |
| 185801 -        | 1999 VV164             | 14 de novembre de 1999 | Socorro              | LINEAR                                                 |
| 185802 -        | 1999 VA166             | 14 de novembre de 1999 | Socorro              | LINEAR                                                 |
| 185803 -        | 1999 VX174             | 4 de novembre de 1999  | Kitt Peak            | Spacewatch                                             |
| 185804 -        | 1999 VR175             | 11 de novembre de 1999 | Kitt Peak            | Spacewatch                                             |
| 185805 -        | 1999 VS195             | 3 de novembre de 1999  | Catalina             | CSS                                                    |
| 185806 -        | 1999 VF197             | 2 de novembre de 1999  | Catalina             | CSS                                                    |
| 185807 -        | 1999 VL206             | 9 de novembre de 1999  | Catalina             | CSS                                                    |
| 185808 -        | 1999 VF213             | 12 de novembre de 1999 | Socorro              | LINEAR                                                 |
| 185809 -        | 1999 VU218             | 3 de novembre de 1999  | Kitt Peak            | Spacewatch                                             |
| 185810 -        | 1999 VH220             | 3 de novembre de 1999  | Kitt Peak            | Spacewatch                                             |
| 185811 -        | 1999 VA230             | 9 de novembre de 1999  | Catalina             | CSS                                                    |
| 185812 -        | 1999 XJ5               | 4 de desembre de 1999  | Catalina             | CSS                                                    |
| 185813 -        | 1999 XX60              | 7 de desembre de 1999  | Socorro              | LINEAR                                                 |
| 185814 -        | 1999 XH62              | 7 de desembre de 1999  | Socorro              | LINEAR                                                 |
| 185815 -        | 1999 XH139             | 2 de desembre de 1999  | Kitt Peak            | Spacewatch                                             |
| 185816 -        | 1999 XD146             | 7 de desembre de 1999  | Kitt Peak            | Spacewatch                                             |
| 185817 -        | 1999 XP197             | 12 de desembre de 1999 | Socorro              | LINEAR                                                 |
| 185818 -        | 1999 XY216             | 13 de desembre de 1999 | Kitt Peak            | Spacewatch                                             |
| 185819 -        | 1999 XU221             | 15 de desembre de 1999 | Socorro              | LINEAR                                                 |
| 185820 -        | 1999 XW255             | 5 de desembre de 1999  | Kitt Peak            | Spacewatch                                             |
| 185821 -        | 1999 YL15              | 31 de desembre de 1999 | Kitt Peak            | Spacewatch                                             |
| 185822 -        | 2000 AU4               | 3 de gener de 2000     | EverStaR             | EverStaR                                               |
| 185823 -        | 2000 AA28              | 3 de gener de 2000     | Socorro              | LINEAR                                                 |
| 185824 -        | 2000 AW37              | 3 de gener de 2000     | Socorro              | LINEAR                                                 |
| 185825 -        | 2000 AN86              | 5 de gener de 2000     | Socorro              | LINEAR                                                 |
| 185826 -        | 2000 AO104             | 5 de gener de 2000     | Socorro              | LINEAR                                                 |
| 185827 -        | 2000 AA134             | 4 de gener de 2000     | Socorro              | LINEAR                                                 |
| 185828 -        | 2000 AW153             | 2 de gener de 2000     | Socorro              | LINEAR                                                 |
| 185829 -        | 2000 AZ170             | 7 de gener de 2000     | Socorro              | LINEAR                                                 |
| 185830 -        | 2000 AB181             | 7 de gener de 2000     | Socorro              | LINEAR                                                 |
| 185831 -        | 2000 AO219             | 8 de gener de 2000     | Kitt Peak            | Spacewatch                                             |
| 185832 -        | 2000 AS220             | 8 de gener de 2000     | Kitt Peak            | Spacewatch                                             |
| 185833 -        | 2000 AL221             | 8 de gener de 2000     | Kitt Peak            | Spacewatch                                             |
| 185834 -        | 2000 BO12              | 28 de gener de 2000    | Kitt Peak            | Spacewatch                                             |
| 185835 -        | 2000 BT25              | 30 de gener de 2000    | Socorro              | LINEAR                                                 |
| 185836 -        | 2000 BE35              | 30 de gener de 2000    | Socorro              | LINEAR                                                 |
| 185837 -        | 2000 BH37              | 26 de gener de 2000    | Kitt Peak            | Spacewatch                                             |
| 185838 -        | 2000 CB11              | 2 de febrer de 2000    | Socorro              | LINEAR                                                 |
| 185839 -        | 2000 CF68              | 1 de febrer de 2000    | Kitt Peak            | Spacewatch                                             |
| 185840 -        | 2000 CX75              | 8 de febrer de 2000    | Socorro              | LINEAR                                                 |
| 185841 -        | 2000 CJ81              | 4 de febrer de 2000    | Socorro              | LINEAR                                                 |
| 185842 -        | 2000 CH98              | 7 de febrer de 2000    | Kitt Peak            | Spacewatch                                             |
| 185843 -        | 2000 CW113             | 12 de febrer de 2000   | Kitt Peak            | Spacewatch                                             |
| 185844 -        | 2000 CY136             | 3 de febrer de 2000    | Kitt Peak            | Spacewatch                                             |
| 185845 -        | 2000 DT4               | 28 de febrer de 2000   | Socorro              | LINEAR                                                 |
| 185846 -        | 2000 DB30              | 29 de febrer de 2000   | Socorro              | LINEAR                                                 |
| 185847 -        | 2000 DG48              | 29 de febrer de 2000   | Socorro              | LINEAR                                                 |
| 185848 -        | 2000 DQ50              | 29 de febrer de 2000   | Socorro              | LINEAR                                                 |
| 185849 -        | 2000 DK66              | 29 de febrer de 2000   | Socorro              | LINEAR                                                 |
| 185850 -        | 2000 DZ85              | 29 de febrer de 2000   | Socorro              | LINEAR                                                 |
| 185851 -        | 2000 DP107             | 29 de febrer de 2000   | Socorro              | LINEAR                                                 |
| 185852 -        | 2000 EV1               | 3 de març de 2000      | Socorro              | LINEAR                                                 |
| 185853 -        | 2000 ER70              | 4 de març de 2000      | Socorro              | LINEAR                                                 |
| 185854 -        | 2000 EU106             | 9 de març de 2000      | Socorro              | LINEAR                                                 |
| 185855 -        | 2000 EX114             | 10 de març de 2000     | Kitt Peak            | Spacewatch                                             |
| 185856 -        | 2000 ER129             | 11 de març de 2000     | Anderson Mesa        | LONEOS                                                 |
| 185857 -        | 2000 EZ168             | 4 de març de 2000      | Socorro              | LINEAR                                                 |
| 185858 -        | 2000 GB                | 1 d'abril de 2000      | Kitt Peak            | Spacewatch                                             |
| 185859 -        | 2000 GH26              | 5 d'abril de 2000      | Socorro              | LINEAR                                                 |
| 185860 -        | 2000 GT29              | 5 d'abril de 2000      | Socorro              | LINEAR                                                 |
| 185861 -        | 2000 GU150             | 5 d'abril de 2000      | Socorro              | LINEAR                                                 |
| 185862 -        | 2000 GO163             | 10 d'abril de 2000     | Haleakala            | NEAT                                                   |
| 185863 -        | 2000 GK169             | 2 d'abril de 2000      | Anderson Mesa        | LONEOS                                                 |
| 185864 -        | 2000 HJ9               | 27 d'abril de 2000     | Socorro              | LINEAR                                                 |
| 185865 -        | 2000 HG39              | 29 d'abril de 2000     | Kitt Peak            | Spacewatch                                             |
| 185866 -        | 2000 HL92              | 29 d'abril de 2000     | Anderson Mesa        | LONEOS                                                 |
| 185867 -        | 2000 HL95              | 28 d'abril de 2000     | Kitt Peak            | Spacewatch                                             |
| 185868 -        | 2000 JG3               | 3 de maig de 2000      | Socorro              | LINEAR                                                 |
| 185869 -        | 2000 JL8               | 5 de maig de 2000      | Kitt Peak            | Spacewatch                                             |
| 185870 -        | 2000 JL10              | 7 de maig de 2000      | Socorro              | LINEAR                                                 |
| 185871 -        | 2000 JY27              | 7 de maig de 2000      | Socorro              | LINEAR                                                 |
| 185872 -        | 2000 KZ                | 24 de maig de 2000     | Kitt Peak            | Spacewatch                                             |
| 185873 -        | 2000 KH3               | 26 de maig de 2000     | Socorro              | LINEAR                                                 |
| 185874 -        | 2000 KW4               | 27 de maig de 2000     | Socorro              | LINEAR                                                 |
| 185875 -        | 2000 LR23              | 7 de juny de 2000      | Socorro              | LINEAR                                                 |
| 185876 -        | 2000 NF18              | 5 de juliol de 2000    | Anderson Mesa        | LONEOS                                                 |
| 185877 -        | 2000 OB8               | 30 de juliol de 2000   | Socorro              | LINEAR                                                 |
| 185878 -        | 2000 OD22              | 30 de juliol de 2000   | Socorro              | LINEAR                                                 |
| 185879 -        | 2000 OP38              | 30 de juliol de 2000   | Socorro              | LINEAR                                                 |
| 185880 -        | 2000 OQ41              | 30 de juliol de 2000   | Socorro              | LINEAR                                                 |
| 185881 -        | 2000 OQ44              | 30 de juliol de 2000   | Socorro              | LINEAR                                                 |
| 185882 -        | 2000 QC15              | 24 d'agost de 2000     | Socorro              | LINEAR                                                 |
| 185883 -        | 2000 QC43              | 24 d'agost de 2000     | Socorro              | LINEAR                                                 |
| 185884 -        | 2000 QX48              | 24 d'agost de 2000     | Socorro              | LINEAR                                                 |
| 185885 -        | 2000 QN62              | 28 d'agost de 2000     | Socorro              | LINEAR                                                 |
| 185886 -        | 2000 QW156             | 31 d'agost de 2000     | Socorro              | LINEAR                                                 |
| 185887 -        | 2000 QR158             | 31 d'agost de 2000     | Socorro              | LINEAR                                                 |
| 185888 -        | 2000 QD176             | 31 d'agost de 2000     | Socorro              | LINEAR                                                 |
| 185889 -        | 2000 QK192             | 26 d'agost de 2000     | Socorro              | LINEAR                                                 |
| 185890 -        | 2000 QY208             | 31 d'agost de 2000     | Socorro              | LINEAR                                                 |
| 185891 -        | 2000 QP224             | 26 d'agost de 2000     | Haleakala            | NEAT                                                   |
| 185892 -        | 2000 QT229             | 31 d'agost de 2000     | Socorro              | LINEAR                                                 |
| 185893 -        | 2000 QE232             | 30 d'agost de 2000     | Kitt Peak            | Spacewatch                                             |
| 185894 -        | 2000 QF232             | 30 d'agost de 2000     | Kitt Peak            | Spacewatch                                             |
| 185895 -        | 2000 RC1               | 1 de setembre de 2000  | Socorro              | LINEAR                                                 |
| 185896 -        | 2000 RD13              | 1 de setembre de 2000  | Socorro              | LINEAR                                                 |
| 185897 -        | 2000 RS16              | 1 de setembre de 2000  | Socorro              | LINEAR                                                 |
| 185898 -        | 2000 RE48              | 3 de setembre de 2000  | Socorro              | LINEAR                                                 |
| 185899 -        | 2000 RC80              | 1 de setembre de 2000  | Socorro              | LINEAR                                                 |
| 185900 -        | 2000 SV1               | 19 de setembre de 2000 | Prescott             | P. G. Comba                                            |
| 185901-186000   |                        |                        |                      |                                                        |
| 185901 -        | 2000 SU10              | 24 de setembre de 2000 | Prescott             | P. G. Comba                                            |
| 185902 -        | 2000 SH34              | 24 de setembre de 2000 | Socorro              | LINEAR                                                 |
| 185903 -        | 2000 SH61              | 24 de setembre de 2000 | Socorro              | LINEAR                                                 |
| 185904 -        | 2000 SP71              | 24 de setembre de 2000 | Socorro              | LINEAR                                                 |
| 185905 -        | 2000 SM90              | 22 de setembre de 2000 | Socorro              | LINEAR                                                 |
| 185906 -        | 2000 SF94              | 23 de setembre de 2000 | Socorro              | LINEAR                                                 |
| 185907 -        | 2000 SZ97              | 23 de setembre de 2000 | Socorro              | LINEAR                                                 |
| 185908 -        | 2000 SZ117             | 24 de setembre de 2000 | Socorro              | LINEAR                                                 |
| 185909 -        | 2000 SG129             | 26 de setembre de 2000 | Socorro              | LINEAR                                                 |
| 185910 -        | 2000 SR181             | 19 de setembre de 2000 | Haleakala            | NEAT                                                   |
| 185911 -        | 2000 SC183             | 20 de setembre de 2000 | Kitt Peak            | Spacewatch                                             |
| 185912 -        | 2000 SN183             | 20 de setembre de 2000 | Haleakala            | NEAT                                                   |
| 185913 -        | 2000 SS197             | 24 de setembre de 2000 | Socorro              | LINEAR                                                 |
| 185914 -        | 2000 SJ203             | 24 de setembre de 2000 | Socorro              | LINEAR                                                 |
| 185915 -        | 2000 ST210             | 25 de setembre de 2000 | Socorro              | LINEAR                                                 |
| 185916 -        | 2000 SO262             | 25 de setembre de 2000 | Socorro              | LINEAR                                                 |
| 185917 -        | 2000 SO266             | 26 de setembre de 2000 | Socorro              | LINEAR                                                 |
| 185918 -        | 2000 SE277             | 30 de setembre de 2000 | Socorro              | LINEAR                                                 |
| 185919 -        | 2000 SM284             | 23 de setembre de 2000 | Socorro              | LINEAR                                                 |
| 185920 -        | 2000 SS288             | 27 de setembre de 2000 | Socorro              | LINEAR                                                 |
| 185921 -        | 2000 SN298             | 28 de setembre de 2000 | Socorro              | LINEAR                                                 |
| 185922 -        | 2000 SR322             | 28 de setembre de 2000 | Kitt Peak            | Spacewatch                                             |
| 185923 -        | 2000 SG325             | 29 de setembre de 2000 | Kitt Peak            | Spacewatch                                             |
| 185924 -        | 2000 SX344             | 20 de setembre de 2000 | Socorro              | LINEAR                                                 |
| 185925 -        | 2000 TN11              | 1 d'octubre de 2000    | Socorro              | LINEAR                                                 |
| 185926 -        | 2000 TE41              | 1 d'octubre de 2000    | Anderson Mesa        | LONEOS                                                 |
| 185927 -        | 2000 TU41              | 1 d'octubre de 2000    | Socorro              | LINEAR                                                 |
| 185928 -        | 2000 TJ43              | 1 d'octubre de 2000    | Socorro              | LINEAR                                                 |
| 185929 -        | 2000 TH59              | 2 d'octubre de 2000    | Anderson Mesa        | LONEOS                                                 |
| 185930 -        | 2000 TL67              | 2 d'octubre de 2000    | Socorro              | LINEAR                                                 |
| 185931 -        | 2000 UK27              | 24 d'octubre de 2000   | Socorro              | LINEAR                                                 |
| 185932 -        | 2000 UL49              | 24 d'octubre de 2000   | Socorro              | LINEAR                                                 |
| 185933 -        | 2000 UV59              | 25 d'octubre de 2000   | Socorro              | LINEAR                                                 |
| 185934 -        | 2000 UO82              | 29 d'octubre de 2000   | Socorro              | LINEAR                                                 |
| 185935 -        | 2000 UK108             | 30 d'octubre de 2000   | Socorro              | LINEAR                                                 |
| 185936 -        | 2000 VJ7               | 1 de novembre de 2000  | Socorro              | LINEAR                                                 |
| 185937 -        | 2000 WM16              | 21 de novembre de 2000 | Socorro              | LINEAR                                                 |
| 185938 -        | 2000 WF31              | 20 de novembre de 2000 | Socorro              | LINEAR                                                 |
| 185939 -        | 2000 WA43              | 21 de novembre de 2000 | Socorro              | LINEAR                                                 |
| 185940 -        | 2000 WU142             | 20 de novembre de 2000 | Anderson Mesa        | LONEOS                                                 |
| 185941 -        | 2000 WD148             | 28 de novembre de 2000 | Kitt Peak            | Spacewatch                                             |
| 185942 -        | 2000 YO82              | 30 de desembre de 2000 | Socorro              | LINEAR                                                 |
| 185943 -        | 2000 YB98              | 30 de desembre de 2000 | Socorro              | LINEAR                                                 |
| 185944 -        | 2000 YA122             | 23 de desembre de 2000 | Socorro              | LINEAR                                                 |
| 185945 -        | 2000 YD131             | 30 de desembre de 2000 | Socorro              | LINEAR                                                 |
| 185946 -        | 2001 AT35              | 5 de gener de 2001     | Socorro              | LINEAR                                                 |
| 185947 -        | 2001 BU17              | 19 de gener de 2001    | Socorro              | LINEAR                                                 |
| 185948 -        | 2001 BE39              | 19 de gener de 2001    | Kitt Peak            | Spacewatch                                             |
| 185949 -        | 2001 BN68              | 31 de gener de 2001    | Socorro              | LINEAR                                                 |
| 185950 -        | 2001 CH7               | 1 de febrer de 2001    | Socorro              | LINEAR                                                 |
| 185951 -        | 2001 DE8               | 16 de febrer de 2001   | Kitt Peak            | Spacewatch                                             |
| 185952 -        | 2001 DJ33              | 17 de febrer de 2001   | Socorro              | LINEAR                                                 |
| 185953 -        | 2001 DE42              | 19 de febrer de 2001   | Socorro              | LINEAR                                                 |
| 185954 -        | 2001 DK44              | 19 de febrer de 2001   | Socorro              | LINEAR                                                 |
| 185955 -        | 2001 DX55              | 16 de febrer de 2001   | Kitt Peak            | Spacewatch                                             |
| 185956 -        | 2001 DN66              | 19 de febrer de 2001   | Socorro              | LINEAR                                                 |
| 185957 -        | 2001 DH67              | 19 de febrer de 2001   | Socorro              | LINEAR                                                 |
| 185958 -        | 2001 EB19              | 14 de març de 2001     | Kitt Peak            | Spacewatch                                             |
| 185959 -        | 2001 FL7               | 19 de març de 2001     | Kitt Peak            | Spacewatch                                             |
| 185960 -        | 2001 FW70              | 19 de març de 2001     | Socorro              | LINEAR                                                 |
| 185961 -        | 2001 FQ74              | 19 de març de 2001     | Socorro              | LINEAR                                                 |
| 185962 -        | 2001 FH75              | 19 de març de 2001     | Socorro              | LINEAR                                                 |
| 185963 -        | 2001 FO102             | 17 de març de 2001     | Kitt Peak            | Spacewatch                                             |
| 185964 -        | 2001 FS125             | 24 de març de 2001     | Kitt Peak            | Spacewatch                                             |
| 185965 -        | 2001 FK142             | 23 de març de 2001     | Anderson Mesa        | LONEOS                                                 |
| 185966 -        | 2001 HC13              | 18 d'abril de 2001     | Socorro              | LINEAR                                                 |
| 185967 -        | 2001 HR15              | 22 d'abril de 2001     | Socorro              | LINEAR                                                 |
| 185968 -        | 2001 HT51              | 23 d'abril de 2001     | Socorro              | LINEAR                                                 |
| 185969 -        | 2001 HG63              | 26 d'abril de 2001     | Anderson Mesa        | LONEOS                                                 |
| 185970 -        | 2001 HP66              | 24 d'abril de 2001     | Haleakala            | NEAT                                                   |
| 185971 -        | 2001 JX7               | 15 de maig de 2001     | Anderson Mesa        | LONEOS                                                 |
| 185972 -        | 2001 KL8               | 18 de maig de 2001     | Socorro              | LINEAR                                                 |
| 185973 -        | 2001 KH21              | 22 de maig de 2001     | Socorro              | LINEAR                                                 |
| 185974 -        | 2001 KP22              | 17 de maig de 2001     | Socorro              | LINEAR                                                 |
| 185975 -        | 2001 KE40              | 22 de maig de 2001     | Socorro              | LINEAR                                                 |
| 185976 -        | 2001 KY41              | 24 de maig de 2001     | Ondřejov             | P. Kušnirák, P. Pravec                                 |
| 185977 -        | 2001 MU7               | 23 de juny de 2001     | Eskridge             | Eskridge                                               |
| 185978 -        | 2001 MO9               | 21 de juny de 2001     | Palomar              | NEAT                                                   |
| 185979 -        | 2001 MO16              | 27 de juny de 2001     | Palomar              | NEAT                                                   |
| 185980 -        | 2001 MC25              | 16 de juny de 2001     | Palomar              | NEAT                                                   |
| 185981 -        | 2001 MN30              | 30 de juny de 2001     | Palomar              | NEAT                                                   |
| 185982 -        | 2001 NW                | 12 de juliol de 2001   | Palomar              | NEAT                                                   |
| 185983 -        | 2001 NT1               | 10 de juliol de 2001   | Palomar              | NEAT                                                   |
| 185984 -        | 2001 NP3               | 13 de juliol de 2001   | Palomar              | NEAT                                                   |
| 185985 -        | 2001 NG10              | 14 de juliol de 2001   | Palomar              | NEAT                                                   |
| 185986 -        | 2001 NA11              | 14 de juliol de 2001   | Haleakala            | NEAT                                                   |
| 185987 -        | 2001 OD1               | 17 de juliol de 2001   | Haleakala            | NEAT                                                   |
| 185988 -        | 2001 OL4               | 19 de juliol de 2001   | Palomar              | NEAT                                                   |
| 185989 -        | 2001 OR4               | 19 de juliol de 2001   | Palomar              | NEAT                                                   |
| 185990 -        | 2001 OS12              | 21 de juliol de 2001   | San Marcello         | A. Boattini, L. Tesi                                   |
| 185991 -        | 2001 OV19              | 19 de juliol de 2001   | Palomar              | NEAT                                                   |
| 185992 -        | 2001 OA32              | 23 de juliol de 2001   | Palomar              | NEAT                                                   |
| 185993 -        | 2001 OB76              | 28 de juliol de 2001   | Haleakala            | NEAT                                                   |
| 185994 -        | 2001 OB77              | 25 de juliol de 2001   | Haleakala            | NEAT                                                   |
| 185995 -        | 2001 PT1               | 8 d'agost de 2001      | Palomar              | NEAT                                                   |
| 185996 -        | 2001 PR32              | 10 d'agost de 2001     | Palomar              | NEAT                                                   |
| 185997 -        | 2001 PE35              | 10 d'agost de 2001     | Palomar              | NEAT                                                   |
| 185998 -        | 2001 PM46              | 12 d'agost de 2001     | Palomar              | NEAT                                                   |
| 185999 -        | 2001 PX62              | 13 d'agost de 2001     | Haleakala            | NEAT                                                   |
| 186000 -        | 2001 QC7               | 16 d'agost de 2001     | Socorro              | LINEAR                                                 |